# Paul McCartney
James Paul McCartney (Liverpool, 18 de junio de 1942) es un cantautor, compositor, poeta, músico, pacifista, filántropo, multiinstrumentista, escritor, pintor y actor británico; que junto a John Lennon, George Harrison y Ringo Starr, ganó fama mundial por ser el bajista, uno de los cantantes y también uno de los principales compositores de la banda de rock británica The Beatles, reconocida como la banda más popular e influyente en la historia de la música moderna; su asociación compositora con Lennon es una de las más célebres del siglo xx. Después de la separación de la banda, continuó su carrera musical en solitario y formó Wings con su primera esposa, Linda, y Denny Laine.

## Palmarés
McCartney es reconocido como uno de los compositores y artistas más exitosos de todos los tiempos, con sesenta discos de oro y sobrepasando los 100,000,000 de álbumes y los 100,000,000 de sencillos, vendidos tanto como solista, como con The Beatles. Más de 2,200 artistas han editado su canción con The Beatles «Yesterday», convirtiéndola en la canción con más versiones en la historia de la música popular. Su canción de 1977 con Wings, «Mull of Kintyre», es uno de los sencillos más vendidos en el Reino Unido. Ha sido incluido dos veces en el Salón de la Fama del Rock (como miembro de The Beatles en 1988, y como artista individual en 1999), y se le ha reconocido con veintiún Premios Grammy (habiéndolos ganado tanto individualmente como con The Beatles). McCartney ha escrito, o coescrito, 32 canciones que han alcanzado el número uno en el Billboard Hot 100, y hasta 2014 había vendido más de 15 millones de unidades certificadas por la RIAA en los Estados Unidos. McCartney, Lennon, Harrison y Starr fueron nombrados miembros de la Orden del Imperio Británico en 1965, y en 1997, fue elevado al rango de caballero por sus servicios a la música.
McCartney ha dado a conocer un amplio catálogo de canciones como artista en solitario y ha compuesto bandas sonoras para películas, música clásica y electrónica. Ha participado en proyectos para ayudar a organizaciones benéficas internacionales relacionadas con temas como los derechos de los animales, la caza de focas, la limpieza de minas terrestres, el vegetarianismo, la pobreza, el coronavirus y la educación musical. Se ha casado en tres ocasiones y es padre de cinco hijos.
Ocupa el undécimo puesto de los 100 Grandes Cantantes, de la revista Rolling Stone. Además, como miembro de The Beatles, ocupa el primer puesto de las listas de 100 Grandes Artistas de la misma publicación. Asimismo, ocupa el tercer puesto de los 100 mejores bajistas de la misma revista. También figura en el segundo puesto de los 100 Grandes Compositores de la mencionada publicación, solo superado por Bob Dylan.

## Biografía

### 1942-1956: primeros años
James Paul McCartney nació el 18 de junio de 1942 en el Hospital Walton, en Liverpool, Inglaterra, donde su madre, Mary Patricia (nombre de soltera, Mohin) (1909-1956), había trabajado como enfermera. Su padre, James («Jim») McCartney (1902-1976), se hallaba ausente durante el nacimiento de su hijo debido a su labor voluntaria como bombero durante la batalla de Inglaterra. Paul tiene un hermano menor, Michael, nacido el 7 de enero de 1944. Aunque fueron bautizados por la iglesia de su madre, católica, su padre era protestante y más tarde se volvió agnóstico, por lo que ninguna religión fue practicada en casa.
Comenzó sus estudios en la Escuela Primaria de Stockton Wood Road en Speke, a la cual asistió desde 1947 hasta 1949, año en que fue trasladado al colegio Joseph Williams Junior School en Belle Vale debido a la superpoblación de alumnos en Stockton. En 1953, aprobó el examen 11-plus, junto a otros tres de un total de noventa examinados, ganando así su admisión al prestigioso Liverpool Institute. En 1954, conoció al también estudiante George Harrison en el autobús que iba al instituto desde sus casas en Speke. Harrison había aprobado también el examen, lo que significaba que podía asistir a una grammar school en lugar de una secondary modern school, donde la mayoría de los estudiantes asistían hasta estar aptos para laborar. Rápidamente se volvieron amigos; McCartney admitiría posteriormente: «Tendía a hablarle con superioridad porque era un año más joven.»

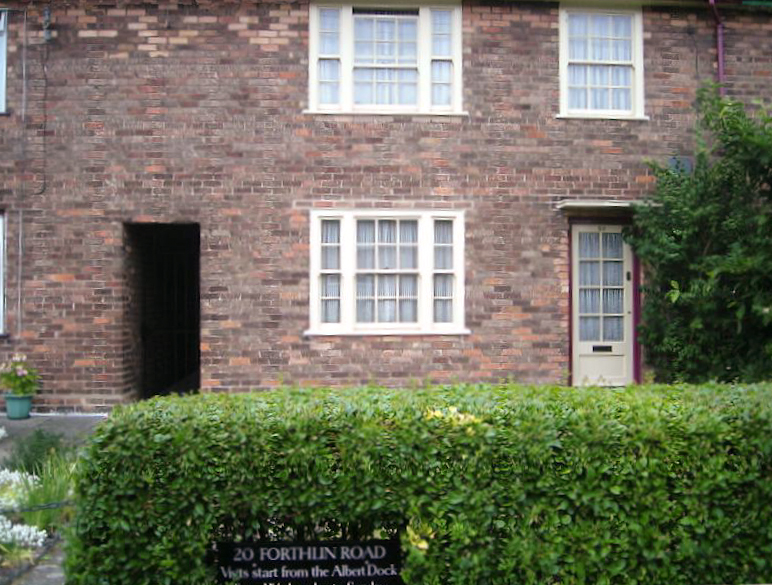
Antigua casa de McCartney, 20 Forthlin Road. La familia McCartney se mudó a esta dirección en 1955.

La madre de McCartney era partera y principal proveedora de ingresos a la familia, lo que les permitió mudarse a 20 Forthlin Road en Allerton, donde vivieron hasta 1964. Ella solía usar la bicicleta para ir a ver a sus pacientes; McCartney describiría un recuerdo temprano sobre ella yendo «cerca de las tres de la mañana a las calles […] cubiertas de nieve». El 31 de octubre de 1956, cuando McCartney tenía catorce años, su madre murió de una embolia. La pérdida de McCartney se convirtió más tarde en un punto de conexión con John Lennon, cuya madre, Julia, había muerto cuando tenía diecisiete años.
El padre de McCartney era trompetista y pianista en su banda llamada Jim Mac's Jazz Band. Tenía un piano vertical en la sala de su casa, animando a sus hijos a ser músicos, y aconsejó a Paul tomar clases de piano, pero él prefirió aprender de oído. Jim le dio a Paul una trompeta plateada de níquel por su decimocuarto cumpleaños, pero cuando el rock and roll se hizo popular en Radio Luxembourg, McCartney la cambió por una guitarra acústica Framus Zenith (modelo 17) de 15 £, ya que le permitía cantar y tocar al mismo tiempo. Como era zurdo, McCartney encontraba difícil tocar la guitarra para diestros, pero cuando vio un cartel que anunciaba un concierto de Slim Whitman y al darse cuenta de que Whitman también tocaba la guitarra con la mano izquierda, invirtió el orden de las cuerdas. McCartney escribió su primera canción, «I Lost My Little Girl», con la Zenith, y compuso otra melodía en el piano que más tarde se convertiría en «When I'm Sixty-Four». El rhythm and blues lo influenció profundamente, y Little Richard era su ídolo durante su época de estudiante; la primera canción que cantó en público fue «Long Tall Sally», en una competencia de talento en el campamento vacacional Butlins.

### 1957-1960: The Quarrymen
A la edad de quince años, McCartney conoció a Lennon y su banda, durante un festejo en la iglesia de San Pedro en Woolton el 6 de julio de 1957, The Quarrymen tocaban música mitad rock and roll, mitad skiffle, un tipo de música popular con influencias del jazz, blues y folk. Poco después, la banda invitó a McCartney a unirse como guitarrista rítmico, después de que McCartney audicionara tocando Twenty Flight Rock y formó una cercana relación de trabajo con Lennon. Harrison se unió en 1958 como guitarrista líder, seguido por Stuart Sutcliffe, amigo de Lennon en la escuela de arte, como bajista en 1960. En mayo de ese año probaron varios nuevos nombres incluyendo Beatals, Johnny and the Moondogs y The Silver Beetles. Finalmente adoptaron el nombre de The Beatles en agosto de 1960 y reclutaron al baterista Pete Best poco antes de ser contratados para tocar en Hamburgo.

### 1960-1970: The Beatles

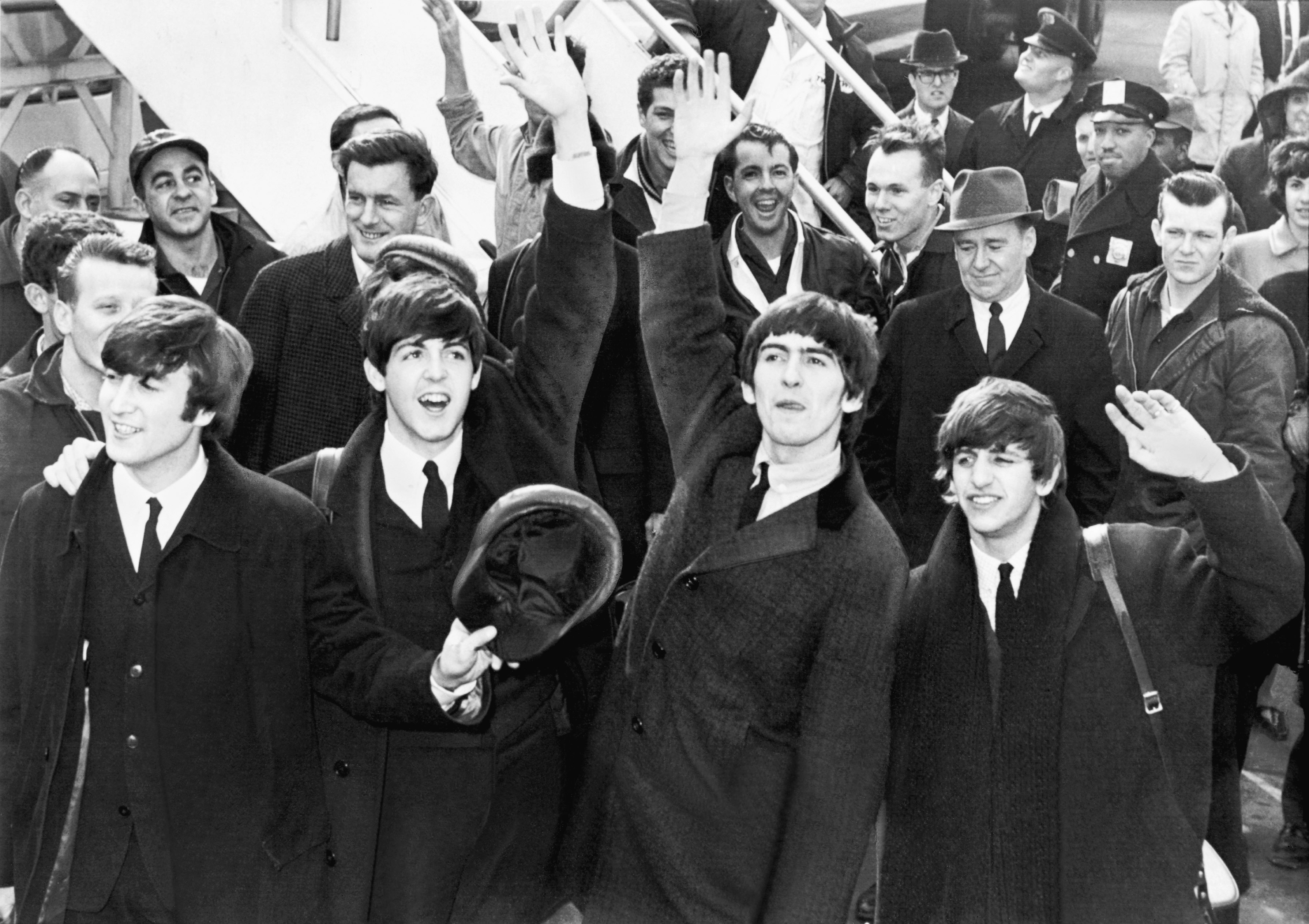
(De Izq. a Der.) Lennon, McCartney Harrison y Starr, llegando al Aeropuerto Kennedy en febrero de 1964.

Representados informalmente por Allan Williams, la primera obligación contractual de The Beatles fue una serie de actuaciones en Hamburgo, las cuales comenzaron en 1960. En 1961, Sutcliffe abandonó la banda y McCartney, a regañadientes, se convirtió en el nuevo bajista. Grabaron profesionalmente por primera vez mientras residían en Hamburgo, como banda de acompañamiento para el cantante británico Tony Sheridan en el sencillo «My Bonnie». Este trabajo captó la atención de Brian Epstein, personaje clave para el posterior desarrollo y éxito del grupo. Se convirtió en su representante en enero de 1962. Ringo Starr reemplazó a Best en agosto, y la banda lanzó su primer éxito, «Love Me Do», en octubre, llegando a la cima de la popularidad en el Reino Unido en 1963, y en los Estados Unidos un año después. La histeria que provocaron en sus fanes se volvió conocida como «Beatlemania», y algunas veces la prensa se refería a McCartney como el «Beatle lindo».
En agosto de 1965, The Beatles publicaron la composición de McCartney «Yesterday», que cuenta con un cuarteto de cuerdas. Incluida en el álbum Help!, la canción fue la primera en incluir elementos de la música clásica y también en contar con la participación de un solo Beatle. «Yesterday» se convertiría en la canción más versionada en la historia de la música popular. Más tarde ese mismo año, durante las sesiones de grabación para el álbum Rubber Soul, McCartney empezó a suplantar a Lennon como la fuerza musical dominante en la banda. El musicólogo Ian MacDonald escribió: «Desde [1965] […] [McCartney] estaría creciendo no solo como compositor, sino también como instrumentista, arreglista, productor y director musical de facto de The Beatles». Los críticos describen a Rubber Soul como un avance significativo en el refinamiento y la profundidad de la música y las letras de la banda. Considerado un punto alto en el catálogo de The Beatles, tanto Lennon como McCartney han reclamado ser los creadores de la música de la canción «In My Life». McCartney dijo sobre el álbum: «Habíamos tenido nuestro período lindo, y ahora era el momento ir más allá.» El ingeniero de grabación Norman Smith declaró que las sesiones de Rubber Soul daban indicios de un aumento de la discordia dentro de la banda: «El choque entre John y Paul se estaba volviendo obvio […] [y] en lo que se refiere a Paul, George [Harrison] no podía hacer nada bien —Paul estaba siendo absolutamente meticuloso.»

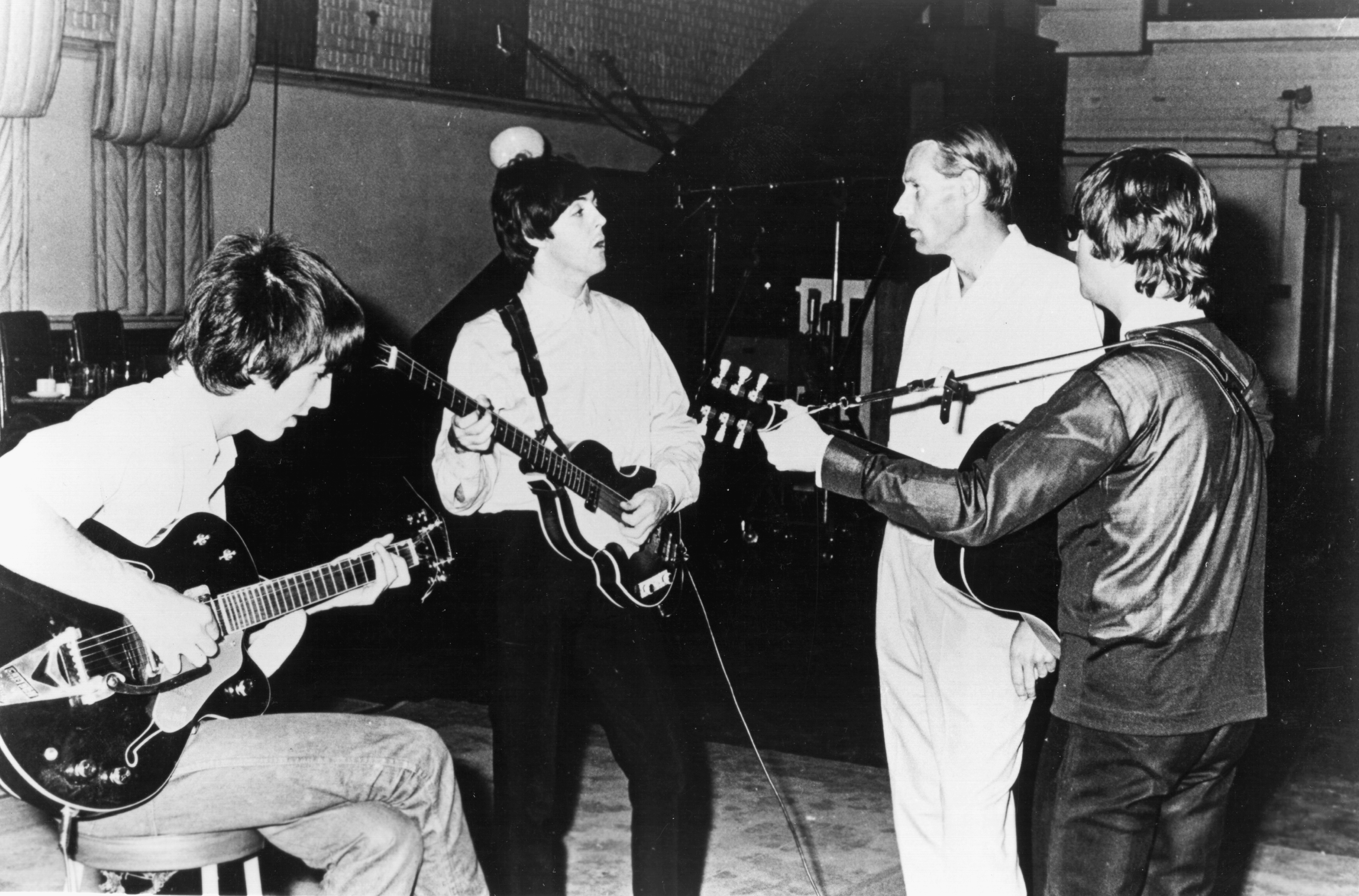
Lennon, McCartney Harrison y Starr George Martin en una sesión de grabación de 1966.

En 1966, The Beatles lanzaron el álbum Revolver. Con sofisticadas letras, experimentos en el estudio, y un amplio repertorio de géneros musicales que recorre desde innovadores arreglos de cuerdas hasta el rock psicodélico, el álbum marcó un salto artístico para The Beatles. El sencillo «Paperback Writer», el primero de tres lados A consecutivos de McCartney, fue lanzado como antelación de Revolver. The Beatles produjeron un cortometraje promocional para la canción, y otro para su lado B, «Rain». Las cintas, descritas por Harrison como «el precursor de los videos musicales», fueron transmitidas en los programas The Ed Sullivan Show y Top of the Pops en junio de 1966. Revolver también incluyó «Eleanor Rigby» de McCartney, que contó con un octeto de cuerdas. Según Gould, la canción es «una proeza neoclásica […] un verdadero híbrido, ya que no es reconocible un estilo o género en la canción». A excepción de algunos coros, la canción contó solo con la voz principal de McCartney y los arreglos de cuerdas del productor George Martin.
La banda dio su último concierto comercial al final de su gira estadounidense de 1966. Más tarde ese mismo año, McCartney completó su primer proyecto musical fuera del grupo —la música incidental de la película británica The Family Way. El proyecto fue una colaboración con Martin, que utilizó dos temas de McCartney para escribir trece variantes de los mismos. La banda sonora fracasó en las listas, pero hizo a McCartney ganador de un Premio Ivor Novello por Mejor Tema Instrumental.
Debido al final de su época de presentaciones en vivo, McCartney percibía un malestar generalizado dentro de la banda y quería que eso no afectara su productividad artística y creativa. Él los presionó para iniciar un nuevo proyecto, que se convirtió en Sgt. Pepper's Lonely Hearts Club Band, ampliamente considerado como el primer álbum conceptual de rock. Inspirado para crear una nueva persona del grupo, que sirviera como motor para la experimentación y para demostrar a sus fanes que habían madurado musicalmente, McCartney inventó la banda ficticia que da título al álbum. Tal y como lo explicaría McCartney: «Estábamos hartos de ser The Beatles. Realmente odiabamos ese maldito estereotipo de cuatro pequeños mop-top. No éramos chicos, éramos adultos […] y nos veíamos a nosotros mismos como artistas y no solo como intérpretes».
A partir de noviembre de 1966, la banda adoptó una actitud experimental durante las sesiones de grabación para el álbum. De acuerdo con el ingeniero Geoff Emerick: «The Beatles buscaban agotar todas las posibilidades, tanto en lo musical y lo sonoro […] utilizamos una gran cantidad de variaciones en las cintas y otras técnicas de manipulación […] limitadores y […] efectos como el flanger y la doble pista artificial.» La grabación de «A Day in the Life» requirió una orquesta de cuarenta piezas, que Martin y McCartney se turnaban para dirigir. Las sesiones produjeron el sencillo doble lado A «Strawberry Fields Forever»/«Penny Lane» en febrero de 1967, y el álbum le siguió en junio. «She's Leaving Home» de McCartney era una canción pop con orquesta. MacDonald describió la canción como «[entre] los mejores trabajos en Sgt Pepper —arte popular de su época que nunca perecerá.» Basado en un dibujo a tinta de McCartney, la portada del álbum incluyó un collage diseñado por los artistas pop Peter Blake y Jann Haworth, con The Beatles disfrazados como la Banda de los corazones solitarios del sargento Pepper [Sgt. Pepper's Lonely Hearts Club Band], rodeados por una gran cantidad de celebridades. Los gruesos bigotes que llevaban los cuatro Beatles reflejaban la creciente influencia de las tendencias de estilo hippie en la banda, mientras que su ropa «parodiaba la moda en Gran Bretaña por las vestimentas estilo militar», escribió Gould. El académico David Scott Kastan describe a Sgt. Pepper como «el álbum de rock and roll más importante e influyente jamás grabado».
La muerte de Epstein en agosto de 1967 creó un vacío en el grupo, dejándolos perplejos y preocupados por su futuro. McCartney, interviniendo para llenar ese vacío, se convirtió gradualmente en un líder de facto y en representante de los intereses comerciales del grupo, papel que correspondió a Lennon años atrás. Su primera sugerencia creativa después de este cambio de liderazgo fue proponer que la banda continuara con sus planes de producir una película para la televisión, que se convertiría en Magical Mystery Tour. El proyecto fue «una pesadilla administrativa en todos los aspectos», según el historiador Beatle Mark Lewisohn. McCartney dirigiría gran parte de la película, que trajo consigo la primera crítica desfavorable a un trabajo realizado por la banda. Sin embargo, la banda sonora de la película fue más exitosa. Fue lanzada en el Reino Unido como un doble EP de seis pistas, y en los Estados Unidos como un LP llamado de la misma manera, rellenado con cinco canciones lanzadas como sencillo recientemente por la banda. Esta compilación exclusiva de Capitol se incluiría más tarde en el canon de álbumes oficiales del grupo, y alcanzaría ventas de 8 millones de dólares en las tres semanas posteriores a su lanzamiento, convirtiéndose así en el álbum con mejores ventas iniciales de Capitol.
En enero de 1968, EMI realizó un tráiler promocional con The Beatles para publicitar la película animada Yellow Submarine, ligeramente basada en el mundo imaginario evocado por McCartney en la canción homónima. Aunque los críticos resaltaron la película por su estilo visual, el humor y la música, la banda sonora publicada siete meses más tarde recibió una respuesta menos entusiasta. A finales de 1968, las relaciones dentro de la banda se estaban deteriorando. La tensión creció durante la grabación del White Album. Los problemas internos siguieron al año siguiente durante las sesiones del proyecto Get Back (posteriormente retitulado Let It Be), donde quedó filmado un comentario de McCartney hacia el grupo: «Hemos sido muy negativos desde que “Mr. Epstein” murió […] siempre estábamos lidiando un poco [su] disciplina, pero es una tontería lidiar con esa disciplina si es parte de nosotros».
En marzo de 1969, McCartney contrajo matrimonio con Linda Eastman, y en agosto, la pareja tuvo su primera hija, Mary, en recuerdo de su difunta madre. Para Abbey Road, el último trabajo de estudio de The Beatles, Martin sugirió una «pieza musical en movimiento continuo», instando al grupo a pensar sinfónicamente. McCartney estuvo de acuerdo, pero Lennon lo desaprobó. Finalmente el compromiso fue, aceptando la sugerencia de McCartney: un álbum con canciones individuales en el lado uno, y un largo popurrí en el lado dos.
El 10 de abril de 1970, en medio de desacuerdos comerciales con sus compañeros, McCartney anunció su salida del grupo. Ocho meses después, el 31 de diciembre de 1970, presentó una demanda para la disolución formal de la banda. Más disputas legales continuaron conforme los abogados (y también familiares) de McCartney, John y Lee Eastman, luchaban contra Allen Klein, el gerente comercial de Lennon, Harrison y Starr, por motivo de regalías y el control creativo. Una corte inglesa disolvió legalmente a The Beatles el 9 de enero de 1975, aunque demandas esporádicas contra su compañía discográfica EMI, Klein, y entre otros persistieron hasta 1989. Son ampliamente considerados como uno de los fenómenos más populares e influyentes en la historia de la música rock.

### 1971-1981: Wings
Después de la ruptura de The Beatles en 1970, McCartney continuó su carrera musical con la publicación de su primer álbum en solitario, McCartney, que sería número uno en Estados Unidos. Aparte de algunas aportaciones vocales de Linda, es un álbum de carácter minimalista en el que Paul compuso todas las canciones y tocó todos los instrumentos. Un año después, colaboró con Linda y el baterista Denny Seiwell en un segundo álbum, Ram. Alcanzando el número uno en el Reino Unido y el top five de Estados Unidos, Ram incluye el sencillo coescrito «Uncle Albert/Admiral Halsey», el cual se colocó en lo más alto de las listas estadounidenses. Más tarde ese año, el exguitarrista de The Moody Blues, Denny Laine, se unió a los McCartney y Seiwell para formar la banda Wings. McCartney comentó sobre el origen del grupo: «Wings fue siempre una idea difícil […] cualquier grupo que tuviera que continuar el fenómeno [de The Beatles] tendría una tarea complicada […] me encontré en esa misma posición. De todos modos, era una elección entre seguir o terminar, y me gustaba demasiado la música como para pensar en detenerme». En septiembre de 1971, nació su hija Stella, nombrada así en honor de ambas abuelas de Linda, las cuales habían portado el mismo nombre.
Tras la suma del guitarrista Henry McCullough, la primera gira de Wings comenzó en 1972, debutando ante un público de 700 personas en la Universidad de Nottingham. La presentación fue seguida por otros diez conciertos realizados sin previo aviso en distintas universidades británicas; para trasladarse la banda utilizó una furgoneta y se hospedaban en habitaciones modestas, además de solo recibir como paga la colecta voluntaria de los estudiantes que presenciaban el espectáculo. McCartney evitó tocar cualquier canción relacionada con The Beatles. Cuatro meses después comenzó una gira de 25 presentaciones alrededor de toda Europa, durante la cual la banda tocó exclusivamente material de Wings y de McCartney en solitario a excepción de algunas versiones, incluyendo el éxito de Little Richard «Long Tall Sally», la única canción que McCartney interpretó durante la gira relacionada con su etapa como Beatle. McCartney quería evitar que las presentaciones se hicieran en grandes espacios; la mayoría de los pequeños lugares donde tocaron tenían capacidad para menos de 3000 personas. De sus dos primeras giras post-Beatles, McCartney diría: «El tema principal era que no quería subir al escenario y enfrentarme con cinco filas de periodistas con pequeñas libretas, todos mirando y diciendo: “Oh, bueno, no es tan bueno como antes”. Así que decidimos hacer conciertos por universidades para evitar los nervios […] Al final de la gira me sentí preparado para algo más, así que fuimos a Europa.»
En marzo de 1973, Wings logró su primer sencillo número uno en Estados Unidos, «My Love», incluida en su segundo álbum, Red Rose Speedway, un número uno en las listas estadounidenses y top five en las del Reino Unido. La colaboración entre Paul y Linda con Martin, el exproductor de The Beatles, dio lugar a la canción «Live and Let Die», que fue el tema principal de la película homónima de James Bond. Nominada a un Premio de la Academia, la canción alcanzó el número dos en los Estados Unidos y el número nueve en el Reino Unido. También hizo a Martin ganador de un Grammy por su arreglo orquestal. El profesor de música y autor Vicent Benítez describió la canción como «rock sinfónico en su mejor momento».
Tras la salida de McCullough y Seiwell en 1973, los McCartney y Laine grabaron Band on the Run. Fue el primero de siete álbumes consecutivos en ser certificados por la RIAA como discos de platino. También fue el primero en alcanzar el número uno en ambos lados del Atlántico. Convertido en uno de los lanzamientos con mayor número de ventas de la década, se mantuvo en las listas británicas durante 124 semanas. Rolling Stone lo nombró Álbum del año en 1974, y en 1975 ganó el Premio Grammy por Mejor interpretación vocal y Mejor arreglo para álbum. En 1974, Wings logró su segundo sencillo número uno estadounidense con la canción que da título al álbum. El LP también incluyó los sencillos top ten «Jet» y «Helen Wheels», y fue colocado en el lugar 413 en la lista elaborada por Rolling Stone de los 500 mejores álbumes de todos los tiempos.

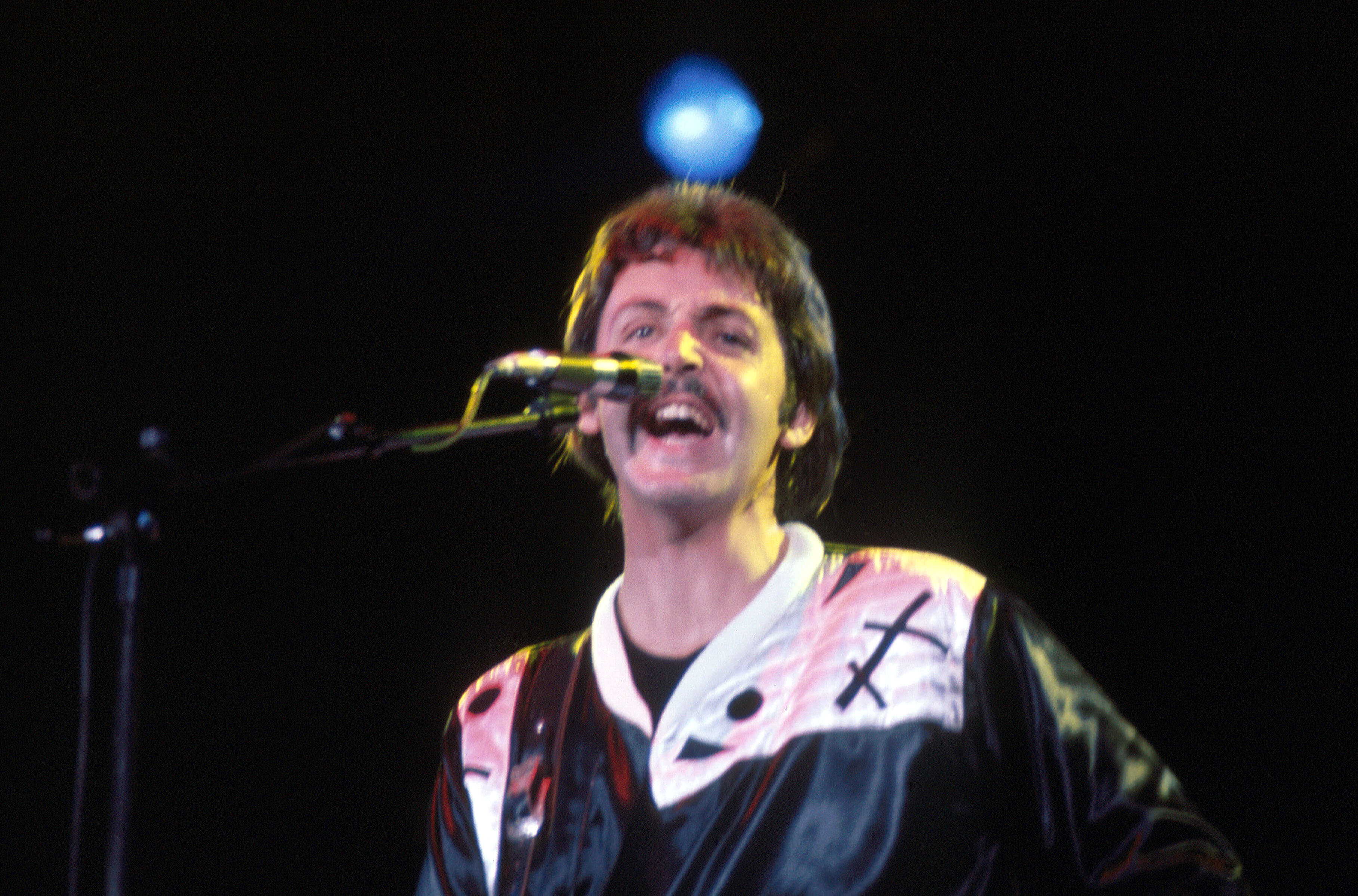
McCartney durante un concierto en Italia de la gira Wings Over the World Tour, septiembre de 1976.

Tras el exitoso Band on the Run, Wings publicó los álbumes Venus and Mars (1975) y Wings at the Speed of Sound (1976), ambos número uno en el Reino Unido y los Estados Unidos. En 1975, comenzaron la gira de catorce meses Wings Over the World Tour, que incluyó presentaciones en el Reino Unido, Australia, Europa y los Estados Unidos. La gira fue la primera vez que McCartney interpretó canciones de The Beatles en vivo con Wings, formando parte del set list cinco de ellas: «I've Just Seen a Face», «Yesterday», «Blackbird», «Lady Madonna» y «The Long and Winding Road». Tras la segunda etapa europea de la gira y extensas sesiones de grabación en Londres, el grupo emprendió una ambiciosa gira de conciertos en distintas arenas de Estados Unidos que dio lugar al triple álbum en vivo Wings Over America, número uno en ese país en 1977.
En septiembre de 1977, los McCartney tuvieron a su tercer hijo, James. En noviembre, la canción de Wings «Mull of Kintyre», coescrita con Laine, se convirtió rápidamente en el sencillo más vendido en la historia del Reino Unido. Considerado el sencillo más exitoso de la carrera en solitario de McCartney, logró el doble de ventas del anterior poseedor del récord, «She Loves You», y llegó a vender 2.5 millones de copias además de mantener el récord de ventas del Reino Unido hasta la publicación del sencillo benéfico «Do They Know It's Christmas?» en 1984.
London Town (1978) generó un sencillo número uno en Estados Unidos («With a Little Luck»), y fue el álbum más vendido de Wings desde Band on the Run, alcanzando el top five en Estados Unidos y el Reino Unido. La recepción de la crítica fue desfavorable, y McCartney expresó su decepción con el álbum. Back to the Egg (1979) incluye la colaboración de McCartney con un supergrupo de rock llamado «The Rockestra». Acreditado a Wings, la banda estaba conformada por Pete Townshend, David Gilmour, Gary Brooker, John Paul Jones y John Bonham. Aunque fue certificado platino, obtuvo críticas desfavorables de la prensa musical. Wings terminó su última gira de conciertos en 1979, con veinte conciertos en el Reino Unido que incluyó el debut en vivo de las canciones de The Beatles «Got to Get You into My Life», «The Fool on the Hill» y «Let it Be».

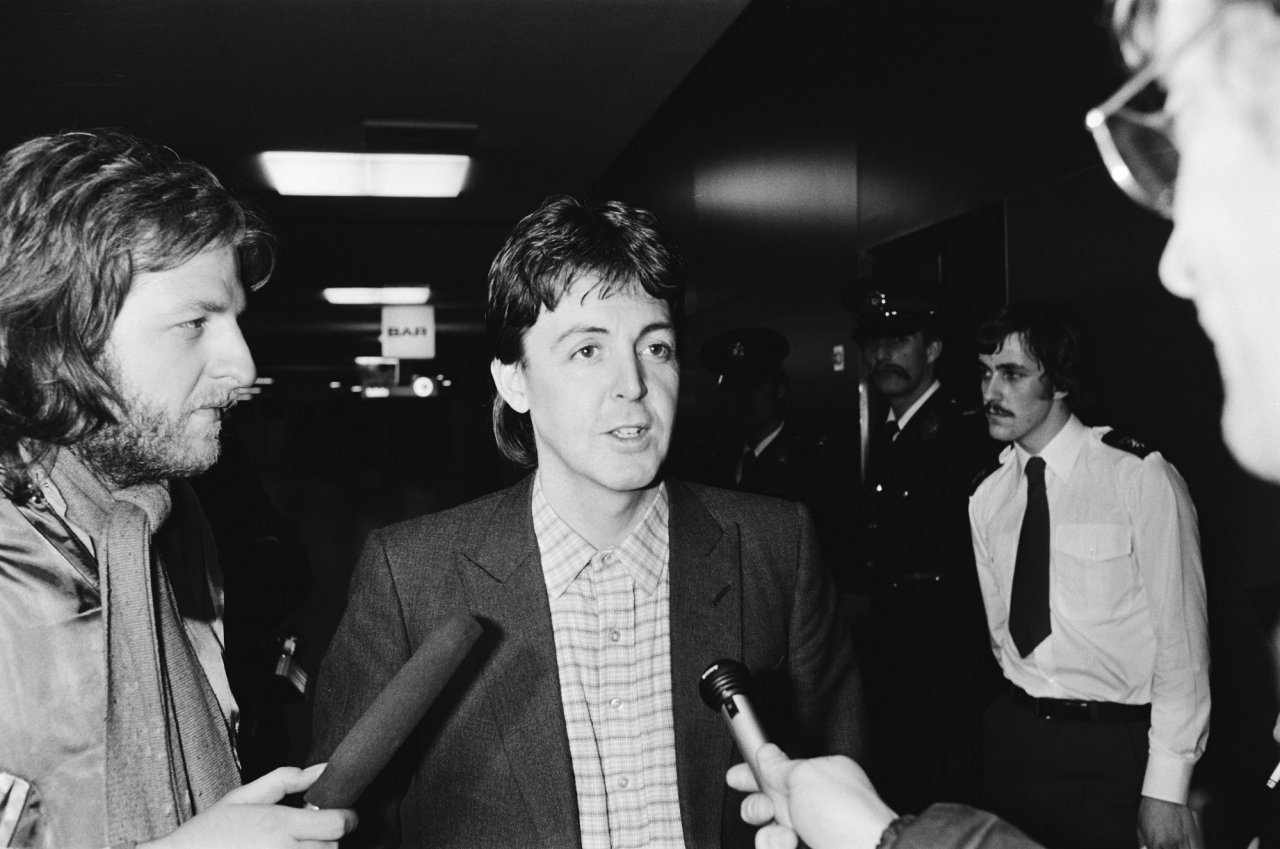
McCartney arribando en el aeropuerto de Ámsterdam-Schiphol, en enero de 1980.

En 1980, McCartney lanzó su segundo álbum en solitario, el autoproducido McCartney II, que alcanzó el número uno en el Reino Unido y el número tres en los Estados Unidos. Al igual que con su primer disco, compuso e interpretó todo el material él solo. El álbum contenía la canción «Coming Up», cuya versión en vivo, grabada en Glasgow, Escocia, en 1979 por Wings, se convirtió en el último número uno del grupo. En 1981, McCartney sentía que había logrado todo lo que pudo creativamente con Wings y percibió la necesidad de un cambio. El grupo se disolvió en abril de 1981 después de desacuerdos sobre las regalías y la distribución de las ganancias.

### 1982-1990
En 1982, colaboró con Stevie Wonder en la canción «Ebony and Ivory», producida por George Martin e incluida en el álbum de McCartney Tug of War, y con Michael Jackson en el tema «The Girl Is Mine», incluido en Thriller. «Ebony and Ivory» significó para McCartney lograr el récord de colocar 28 sencillos en el número uno del Billboard Hot 100. Al año siguiente, él y Jackson colaboraron en «Say Say Say», el último sencillo de McCartney en alcanzar la cima de las listas estadounidenses. En ese mismo año, logró su último número uno en el Reino Unido con el sencillo «Pipes of Peace», incluido en el álbum homónimo.
En 1984, McCartney escribió y produjo el musical Give My Regards to Broad Street, película en la que también actuó y que contó con la participación de Starr. Desdeñada por la crítica, Variety describió la película como «sin personalidad, sin emoción, y sin sentido». El crítico cinematográfico Roger Ebert le concedió una sola estrella y escribió: «Puedes saltarte la película y pasar directamente a la banda sonora». El álbum fue mucho mejor recibido, alcanzando el número uno en el Reino Unido y produciendo el sencillo «No More Lonely Nights», con David Gilmour en la guitarra, que alcanzó el puesto seis en el Billboard Hot 100. En 1985, Warner Brothers encargó a McCartney escribir una canción para la película Espías como nosotros. Compuso y grabó el tema principal en cuatro días, con la coproducción de Phil Ramone. McCartney participó en el concierto Live Aid, interpretando «Let It Be», aunque dificultades técnicas hicieron que la voz y el piano fueran apenas audibles durante las dos primeras estrofas, interrumpidos por pitidos de acople. El equipo técnico resolvió los problemas y David Bowie, Alison Moyet, Pete Townshend y Bob Geldof se unieron a McCartney en el escenario, recibiendo una reacción entusiasta de la multitud.
McCartney colaboró con Eric Stewart en Press to Play (1986), coescribiendo con él la mitad de las canciones del álbum. En 1988, McCartney lanzó exclusivamente para la Unión Soviética Снова в СССР, que contenía dieciocho versiones de canciones de rock and roll; fue grabado en el transcurso de solo dos días. En 1989, unió fuerzas con Gerry Marsden y Holly Johnson para grabar «Ferry Cross the Mersey», un sencillo benéfico para las víctimas de la tragedia de Hillsborough. Ese mismo año, lanzó Flowers in the Dirt; un esfuerzo colaborativo con Elvis Costello, que incluyó las contribuciones musicales de Gilmour y Nicky Hopkins. Poco después McCartney decidió formar una banda que consistía en él mismo y Linda, Hamish Stuart y Robbie McIntosh en las guitarras, Paul «Wix» Wickens en los teclados y Chris Whitten en la batería. En septiembre de 1989, pusieron en marcha la gira The Paul McCartney World Tour, la primera en más de una década. El año siguiente, lanzó el álbum triple, Tripping the Live Fantastic, que contenía una selección de presentaciones realizadas en durante la gira. En 1990, la revista estadounidense Amusement Business otorgó un reconocimiento a McCartney por realizar el espectáculo con mayor recaudación del año; sus dos actuaciones en Berkeley ofrecieron ganancias por más de 3.5 millones de dólares. Durante la gira, McCartney batió el récord de asistencia a un concierto privado el 21 de abril de 1990 en Río de Janeiro, Brasil, al tocar frente a 184 000 personas en el Estadio Maracaná.

### 1991-2000

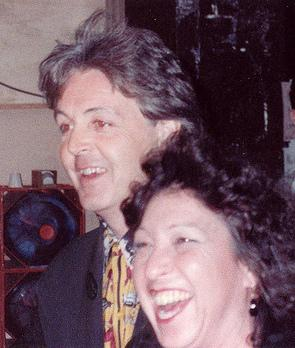
Paul McCartney en los premios Grammy en febrero de 1990.

McCartney se aventuró en la música orquestal en 1991, cuando la Real Sociedad Filarmónica de Liverpool le encargó una pieza musical para celebrar su sesquicentenario. Colaboró con el compositor Carl Davis, obteniendo como resultado el álbum Liverpool Oratorio. La obra contó con la participación de los cantantes de ópera Kiri Te Kanawa, Sally Burgess, Jerry Hadley y Willard White, la Real Orquesta Filarmónica de Liverpool y el coro de la Catedral de Liverpool. Las revisiones sobre el álbum fueron en su mayoría negativas. The Guardian fue especialmente crítico, describiendo la música como «sin ningún miedo a acercarse a un compás rápido», y agregó que la pieza tiene «poca conciencia de la necesidad de [contener] ideas recurrentes que unieran la obra en un todo». El diario publicó la réplica de McCartney, en la que señaló el por qué de los compases rápidos de la obra y añadió: «afortunadamente, la historia demuestra que muchas buenas piezas musicales no fueron del agrado de los críticos de la época, así que estoy contento de dejar a […] la gente juzgar por sí mismos los méritos de la obra.» The New York Times fue ligeramente más generoso, afirmando: «Hay momentos de belleza y placer en esta dramática miscelánea […] la sinceridad inocente de la música hace que sea difícil estar desconcertado por sus ambiciones». Interpretada en todo el mundo después de su estreno en Londres, Liverpool Oratorio alcanzó el número uno en la lista británica de música clásica, Music Week.
En 1991, McCartney interpretó una selección de canciones en acústico para el programa MTV Unplugged y publicó un álbum con la actuación en vivo llamado Unplugged (The Official Bootleg). También colaboró con Youth de Killing Joke formando el dúo musical The Fireman. Publicaron su primer álbum de música electrónica, Strawberries Oceans Ships Forest, en 1993. Ese mismo año, McCartney publicó el álbum de rock Off the Ground. Ulteriormente se embarcó en una nueva gira mundial, The New World Tour, que finalizó con la publicación a finales de año del álbum en directo Paul is Live.
A partir de 1994, McCartney detuvo su carrera en solitario por cuatro años para trabajar en el proyecto de Apple The Beatles Anthology junto a Harrison, Starr y Martin. Grabó una serie radiofónica llamada Oobu Joobu en 1995 para la cadena estadounidense Westwood One, a la que describió como «la radio de pantalla panorámica». También en 1995, Carlos de Gales presentó a McCartney como Miembro Honorario del Royal College of Music —«algo increíble para alguien que no lee una nota musical», comentó McCartney.
En 1997, McCartney publicó su nuevo álbum de estudio, Flaming Pie, que contó con la colaboración de Starr tocando la batería y los coros en el tema «Beautiful Night». A finales de ese año, publicó un segundo trabajo de música clásica, Standing Stone, que alcanzó el primer puesto en las listas de música clásica tanto del Reino Unido como de Estados Unidos. En 1998, se publicó Rushes, el segundo álbum de electrónica de The Fireman. El siguiente año, McCartney lanzó Run Devil Run. Grabado en solo una semana, y con la participación de Ian Paice y David Gilmour, está compuesto principalmente por versiones de canciones y tres temas de McCartney. Había estado planeando un álbum como este por años, impulsado principalmente por Linda, quien murió de cáncer en abril de 1998.
En 1999, continuó su experimentación con la música orquestal en Working Classical. En 2000, lanzó el álbum de electrónica Liverpool Sound Collage con Super Furry Animals y Youth, usando collage sonoro y técnicas de música concreta que le habían fascinado a mediados de los años sesenta. Contribuyó con la canción «Nova» para el álbum tributo de música coral-clásica llamado A Garland for Linda (2000), dedicado a su difunta esposa.

### 2001-2010
Después de haber sido testigo de los atentados del 11 de septiembre de 2001 desde el aeropuerto JFK, McCartney se sintió inspirado para tomar un papel activo en la organización del concierto para la Ciudad de Nueva York. Su álbum de estudio lanzado en noviembre de ese año, Driving Rain, incluyó la canción «Freedom», escrita en respuesta a los atentados. Al año siguiente, McCartney salió de gira con una banda conformada por los guitarristas Rusty Anderson y Brian Ray, acompañados por Paul «Wix» Wickens en los teclados y Abe Laboriel, Jr. en la batería. Comenzaron la gira Driving World Tour en abril de 2002, que incluyó presentaciones en los Estados Unidos, México y Japón. La gira resultó en el doble álbum en vivo Back in the U.S., publicado internacionalmente en 2003 al igual que Back in the World. La gira obtuvo ingresos por 126.2 millones de dólares, con un promedio de más de dos millones de dólares por noche, y Billboard la nombró gira del año.
En julio de 2002, McCartney se casó con Heather Mills. En noviembre, en el primer aniversario de la muerte de George Harrison, McCartney actuó en el Concert for George. Participó en el Super Bowl de la National Football League, interpretando «Freedom» durante el show previo al juego para el Super Bowl XXXVI en 2002 y encabezó el show de medio tiempo en el Super Bowl XXXIX en 2005. El Colegio de Armas inglés honró a McCartney en 2002 concediéndole un escudo de armas. Su cimera, conformada por un liver bird sosteniendo una guitarra acústica en su garra, refleja sus raíces liverpulianas y su carrera musical. El blasón incluye cuatro símbolos curvados que se asemejan a dorsos de escarabajos (en referencia a la palabra beetle, escarabajo en inglés). El lema del escudo es Ecce Cor Meum, «He aquí mi corazón» en latín. En 2003, los McCartney tuvieron una hija, Beatrice Milly.

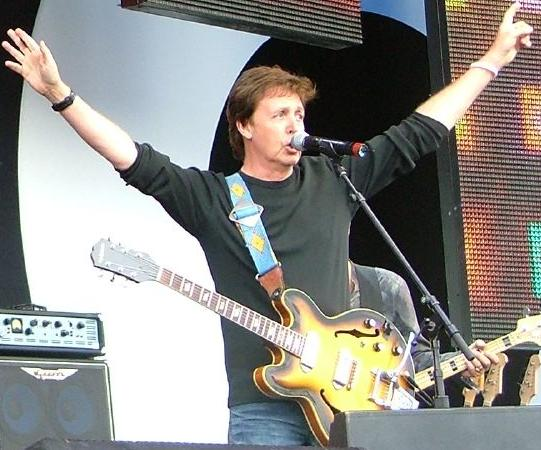
McCartney en el concierto Live 8 organizado en el Hyde Park de Londres en julio de 2005.

En julio de 2005, actuó en el concierto benéfico Live 8 en Hyde Park, Londres, abriendo el show con «Sgt. Pepper's Lonely Hearts Club Band» (a lado de U2) y lo clausuró con «Drive My Car» (junto a George Michael), «Helter Skelter», y «The Long and Winding Road». En septiembre, lanzó el álbum de rock Chaos and Creation in the Backyard, en el que proporcionó la mayor parte de la instrumentación. En 2006, McCartney lanzó la obra de música clásica Ecce Cor Meum. El álbum de rock Memory Almost Full le siguió en 2007. En 2008, lanzó su tercer álbum como The Fireman Electric Arguments. También en 2008, participó en un concierto en Liverpool para celebrar el año de la ciudad como Capital Europea de la Cultura. En 2009, después de una ausencia de cuatro años, volvió a las giras y desde entonces ha realizado más de 80 presentaciones. Más de cuarenta y cinco años después de que The Beatles aparecieron por primera vez en la televisión estadounidense en The Ed Sullivan Show, McCartney regresó al mismo escenario en Nueva York para tocar en el programa Late Show with David Letterman. El 9 de septiembre de 2009, EMI reeditó el catálogo de The Beatles tras cuatro años de una ardua remasterización digital, lanzando un videojuego musical llamado The Beatles: Rock Band el mismo día.
La duradera fama de McCartney lo ha convertido en una opción popular para inaugurar nuevas sedes. En 2009, realizó tres conciertos con lleno total en el recién construido Citi Field —lugar creado para sustituir el Shea Stadium en Queens, Nueva York—. Estas actuaciones produjeron el doble álbum en vivo Good Evening New York City más tarde ese año. En 2010, McCartney inauguró la arena Consol Energy Center en Pittsburgh, Pensilvania.

### 2011-presente
En julio de 2011, McCartney tocó dos conciertos con entradas agotadas en el nuevo Yankee Stadium. Una reseña del New York Times sobre el primer concierto informaba que McCartney «no estaba de salida, sino visitando estadios y dando conciertos maratónicos.» En septiembre de 2011, tras haber sido solicitado por el New York City Ballet, McCartney lanzó su primera grabación destinada a la danza, una colaboración con Peter Martins llamada Ocean's Kingdom. También en 2011, contrajo matrimonio con Nancy Shevell. Lanzó Kisses on the Bottom, una colección de canciones clásicas de jazz, en febrero de 2012; ese mismo mes la Academia Nacional de Artes y Ciencias de la Grabación lo honró como la Persona MusiCares del Año, dos días antes de su actuación en las 54.ª entrega de los Premios Grammy.

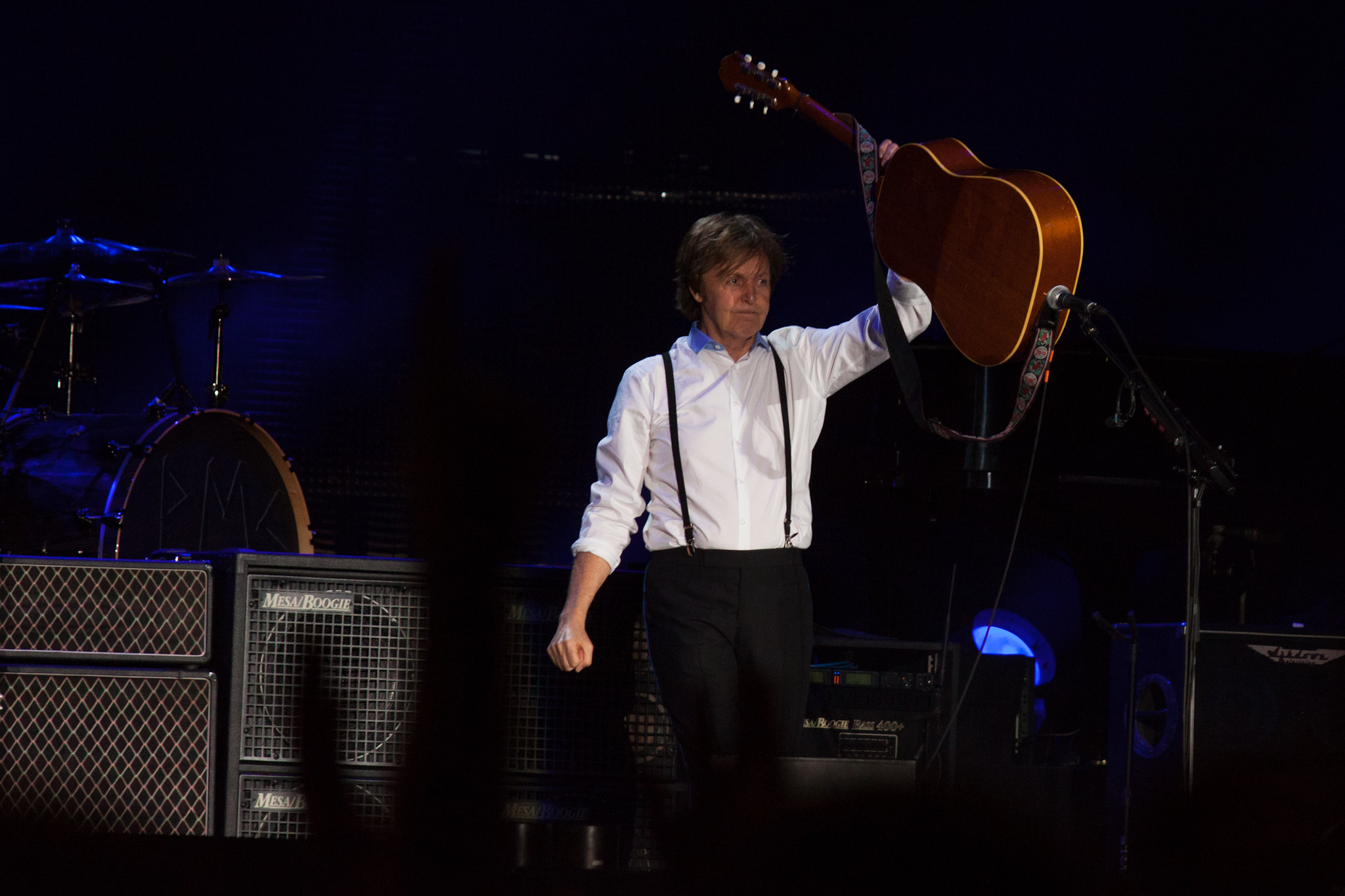
McCartney tocando en Montevideo, Uruguay, el de 12 de abril de 2012.

Aún en la segunda década del siglo xxi, McCartney se mantiene como uno de los artistas musicales más solicitados por el público. Tocó para un total de más de 100 000 personas durante sus dos actuaciones en la Ciudad de México en mayo de 2012, recaudando casi 6 millones de dólares. En junio, McCartney cerró el concierto del Jubileo de Diamante de Isabel II, celebrado fuera del Palacio de Buckingham, interpretando un setlist que incluyó «Let It Be» y «Live and Let Die». También cerró la ceremonia inaugural de los Juegos Olímpicos de 2012 en Londres el 27 de julio, cantando «The End» y «Hey Jude» e invitando a los asistentes a participar en la coda de la canción. Por su labor en la ceremonia, McCartney recibió la representativa paga de 1 £.
El 12 de diciembre, McCartney tocó con los tres exmiembros de Nirvana (Krist Novoselic, Dave Grohl, y Pat Smear) durante el acto final del evento 12-12-12: The Concert for Sandy Relief, visto por aproximadamente dos mil millones de personas en todo el mundo. El 28 de agosto de 2013, McCartney estrenó el primer sencillo de su siguiente álbum New, lanzado en octubre de 2013.
Un especial de televisión celebrando el legado del grupo siete veces ganador del Grammy, The Beatles, y su primera presentación en The Ed Sullivan Show, con la presencia de McCartney y Starr, se grabó el 27 de enero de 2014 en el Ed Sullivan Theater, transmitido el 9 de febrero de 2014 en CBS. El programa, titulado The Night That Changed America: A Grammy Salute to The Beatles, presentó 22 canciones clásicas de The Beatles interpretadas por varios artistas, incluidos McCartney y Starr.
El 19 de mayo de 2014, se informó que McCartney había estado en cama por prescripción médica a causa de un virus no especificado, y tuvo que cancelar una gira de conciertos con entradas agotadas en Japón programada para comenzar esa semana. La gira incluía una presentación en el famoso Budokan Hall. McCartney también tuvo que posponer sus fechas estadounidenses de junio a octubre, como parte de la orden de su médico para que se recuperara completamente. Sin embargo, reanudó la gira con una vigorosa actuación de tres horas en Albany, Nueva York, el 5 de julio de 2014. El 14 de agosto de 2014, McCartney realizó el último concierto del Candlestick Park en San Francisco, California, antes de su demolición. Era el mismo lugar donde The Beatles tocaron su último concierto en 1966.
En 2014, McCartney escribió e interpretó «Hope for the Future», la canción final para el videojuego Destiny. En noviembre de 2014, se publicó un álbum tributo de 42 canciones titulado The Art of McCartney, que cuenta con una amplia gama de artistas que interpretan el trabajo de McCartney en solitario y con The Beatles. También ese año, McCartney colaboró con el artista estadounidense Kanye West en el sencillo «Only One», lanzado el 31 de diciembre.
En enero de 2015, McCartney colaboró de nuevo con West y la cantante barbadense Rihanna en el sencillo «FourFiveSeconds», el cual interpretaron en vivo durante la 57.ª entrega de los Premios Grammy llevada a cabo el 8 de febrero de 2015. Se ha informado que McCartney es uno de los muchos productores del próximo álbum de West SWISH, y fue un invitado especial en el segundo sencillo del álbum, «All Day», que también cuenta con la presencia de Theophilus London y Allan Kingdom.
El 15 de febrero de 2015, McCartney apareció y tocó con Paul Simon durante el especial de Saturday Night Live por sus cuarenta años de transmisión. McCartney y Simon interpretaron el primer verso de «I've Just Seen a Face» con sus guitarras acústicas, y posteriormente McCartney interpretó «Maybe I'm Amazed». McCartney compartió la voz principal con el supergrupo Hollywood Vampires de Alice Cooper en su versión de «Come and Get It», la cual se incluyó en su álbum debut lanzado el 15 de septiembre de 2015.
El 9 de marzo de 2016, McCartney anuncia las primeras fechas de su nueva gira One On One. En junio de ese mismo año, fue publicado el recopilatorio Pure McCartney, álbum abarca las mejores canciones de McCartney desde 1970 hasta el 2015. En octubre de ese año participó en el festival Desert Trip junto a otras figuras del rock como The Rolling Stones, Neil Young, Bob Dylan, The Who y Roger Waters.
En 2017, participa de cameo como actor en la película Piratas del Caribe: La venganza de Salazar, interpretando el papel de Tío Jack.
El 19 de junio de 2018, después de una semana de misteriosas pistas en su cuenta de Instagram, se anunció que al día siguiente saldría a la venta el sencillo doble: «I Don't Know / Come On To Me », que formarían parte de su nuevo álbum de estudio titulado Egypt Station programado para el otoño de este año. En 2020, durante el confinamiento por la pandemia de COVID-19 decide grabar McCartney III tomando el rol de cada instrumento, todos interpretados por él mismo al igual que McCartney (1970) y McCartney II (1980). Este es el decimoctavo álbum de estudio del músico británico y fue publicado el 18 de diciembre de 2020 por la compañía discográfica Capitol Records. El viernes 5 de noviembre del mismo año, salió a la venta The Lyrics, su nuevo libro de 960 páginas en dos tomos con 154 canciones que Paul compuso desde su participación junto a The Beatles, su posterior banda Wings, y sus mayores éxitos en su carrera como solista. McCartney III Imagined es el décimo noveno álbum en solitario del músico publicado en 2021 y se trata de una nueva versión del álbum de 2020 McCartney III.
En 2021, aparece en la miniserie documental McCartney 3,2,1 en donde el productor Rick Rubin entrevista al músico sobre su trabajo con The Beatles, Wings y como artista en solitario. La conversación incluye historias y anécdotas sobre las relaciones personales que inspiraron las canciones de McCartney. La miniserie dirigida por Zachary Heinzerlingse, se encuentra disponible en la plataforma Star+.

## Musicalidad
En gran parte un músico autodidacta, el enfoque de McCartney fue descrito por el musicólogo Ian Macdonald como «por naturaleza atraído por los aspectos formales de la música a pesar de ser totalmente indocto […] Técnicamente produce obras “formales” casi totalmente por instinto, su valoración armónica está basada principalmente en una perfecta percepción musical y un par de agudos oídos […] [un] melodista por naturaleza —creador de tonadas capaces de existir aparte de su armonía». McCartney comentó: «Yo prefiero pensar sobre mi enfoque musical […] algo así como los artistas rupestres primitivos, que dibujaban sin tener una formación.»

### Bajo eléctrico
La destreza de McCartney como bajista ha sido reconocida por otros bajistas, tales como Sting, el bajista de Dr. Dre Mike Elizondo, y Colin Moulding de XTC. Aunque es más conocido su uso de púas, McCartney en ocasiones toca usando la técnica del fingerpicking. No utiliza técnicas como slap o muting. Estuvo fuertemente influenciado por artistas de Motown, en particular James Jamerson, al que McCartney llamó un héroe por su estilo melódico. También estuvo influenciado por Brian Wilson, como él comentó: «Porque fue a lugares muy inusuales». Otro de sus bajistas favoritos es Stanley Clarke.
Durante los primeros años de McCartney con The Beatles, utilizó principalmente un bajo Höfner 500/1, aunque en 1965, comenzó a utilizar esporádicamente un Rickenbacker 4001S para las sesiones de grabación. Aunque típicamente usaba amplificadores Vox, en 1967 había comenzado a utilizar también un Fender Bassman para la amplificación. A finales de la década de 1980 y principios de 1990, utilizó un bajo Wal de 5 cuerdas, del cual dijo lo hacía tocar líneas de bajo que sonaban más gruesas, en contraste con las mucho más ligeras del Höfner, que le inspiraba a tocar con mayor sensibilidad, algo que considera fundamental para su estilo. Cambió de nuevo al Höfner alrededor de 1990 por esa razón. Utiliza amplificadores de bajo Mesa Boogie cuando toca en vivo.
MacDonald identificó «She's a Woman» como el punto de inflexión a partir del cual el estilo de McCartney en el bajo comenzó a evolucionar de manera espectacular, y el biógrafo de The Beatles Chris Ingham destacó a Rubber Soul como el momento donde la técnica de McCartney mostró avances significativos, sobre todo en «The Word». Bacon y Morgan concuerdan con esa opinión, llamando al groove de McCartney en la pista «un punto álgido en la manera pop de tocar el bajo y […] la primera prueba en una grabación de su importante capacidad técnica con el instrumento.» MacDonald percibe la influencia de «Papa's Got a Brand New Bag» de James Brown y de «In the Midnight Hour» de Wilson Pickett, canciones soul estadounidenses de las que McCartney absorbió elementos y obtuvo inspiración para «entregar su parte de bajo más espontánea hasta la fecha».
Bacon y Morgan describieron su línea de bajo en la canción «Rain» como «una pieza asombrosa de ejecución […] [McCartney] pensando tanto en términos de ritmo como de 'liderazgo con el bajo' […] [eligiendo] el área del mástil […] [en la que] percibe de manera correcta que le dará la claridad para la melodía sin hacer que su sonido sea demasiado tenue para el groove.» MacDonald considera el tema como el mejor lado B de The Beatles, declarando que su «estruendosa y saturada textura resuena alrededor [de la línea de bajo] de McCartney», a la que MacDonald describió como «tan creativa que amenaza con abrumar la pista». MacDonald señaló también la influencia de la música clásica de la India en los «exóticos melismas de la parte del bajo». McCartney señala que Sgt. Pepper's Lonely Hearts Club Band contiene su más fuerte e inventiva ejecución del bajo, sobre todo en «Lucy in the Sky with Diamonds».

### Guitarra acústica
McCartney usa principalmente el flatpicking mientras toca la guitarra acústica, aunque también utiliza elementos de fingerpicking. Ejemplos sobre su forma de tocar la guitarra acústica en pistas con The Beatles incluyen «Yesterday», «I'm Looking Through You», «Michelle», «Blackbird», «I Will», «Mother Nature's Son» y «Rocky Raccoon». McCartney destaca a «Blackbird» como uno de sus temas favoritos y describió su técnica en la guitarra de la siguiente manera: «Tengo mi propia tecniquilla para hacer trampa [en el fingerpicking] […] en realidad tiró de dos cuerdas a la vez […] Yo estaba tratando de emular a esos intérpretes de folk.» Empleó una técnica similar para «Jenny Wren». Tocaba una Epiphone Texan en muchas de sus grabaciones acústicas, pero también llegó a utilizar una Martin D-28.

### Guitarra eléctrica

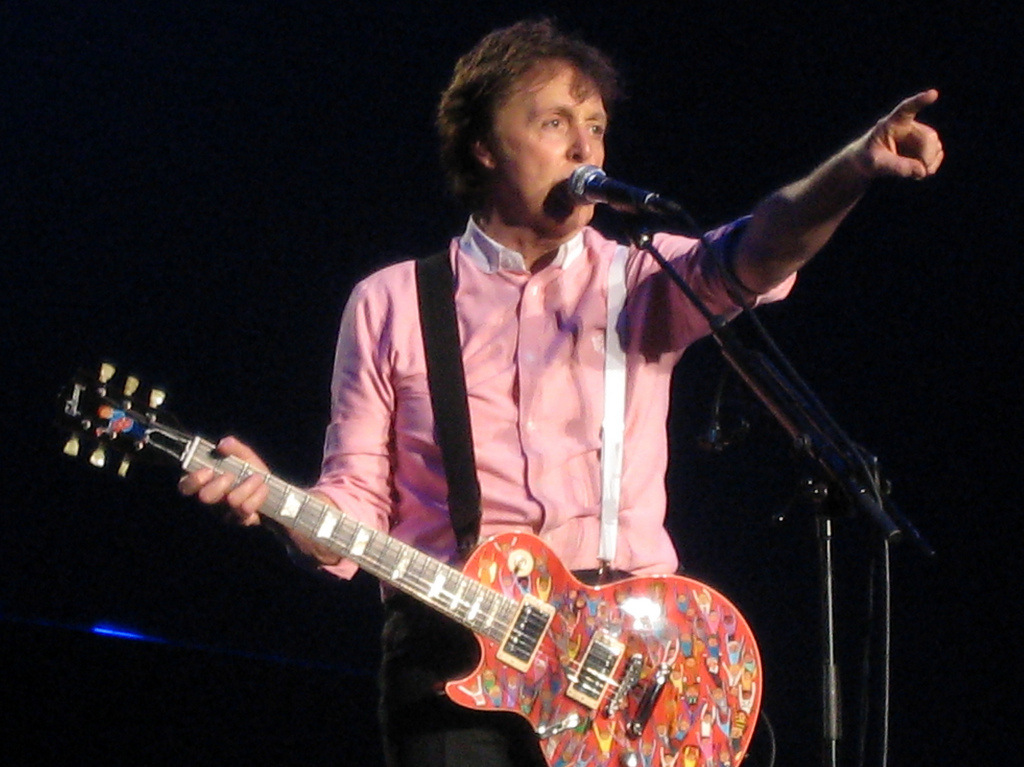
McCartney tocando una Gibson Les Paul en concierto, 2009.

Poco antes de ser bajista de la banda, McCartney comenzó a tocar una Rosetti Solid 7 la cual le terminó desagradando. Posteriormente McCartney tocó en calidad de guitarrista líder en varias grabaciones de The Beatles, incluyendo lo que MacDonald describió como un «ferozmente oblicuo solo de guitarra slide» en «Drive My Car», donde McCartney utilizó una Epiphone Casino. McCartney dijo sobre el modelo: «Si tuviera que elegir una guitarra eléctrica sería esta». Contribuyó con lo que MacDonald denominó un «sorprendente solo de guitarra» en la composición de Harrison «Taxman» y la «rechinante» guitarra en «Sgt. Pepper's Lonely Hearts Club Band» y «Helter Skelter». MacDonald también elogió el «chispeante y seudoindio» solo de guitarra de McCartney en «Good Morning Good Morning». McCartney también tocó la guitarra líder en «Another Girl». Por otro lado en Wings, McCartney solía dejar el trabajo de guitarra eléctrica a otros miembros del grupo, aunque tocó la mayor parte de la guitarra líder en Band on the Run. En 1990, cuando se le preguntó sobre quiénes eran sus guitarristas favoritos mencionó a Eddie Van Halen, Eric Clapton y David Gilmour, declarando: «Pero me sigue gustando el mejor Hendrix». Ha utilizado sobre todo la Gibson Les Paul para su trabajo eléctrico, particularmente durante sus actuaciones en vivo.

### Voz
La voz de McCartney recorre varios géneros musicales. En «Call Me Back Again», según Benítez, «McCartney brilla como vocalista solista de blues», mientras que MacDonald nombró a «I'm Down» «un clásico del rock and roll» que «ilustra la versatilidad vocal y estilística de McCartney». MacDonald describió a «Helter Skelter» como una primera aproximación al heavy metal, y «Hey Jude» como un «híbrido pop/rock», señalando el «uso de melismas al estilo 'góspel» por McCartney en la canción y sus «alaridos seudosoul en el fade-out». Benítez identificó «Hope of Deliverance» y «Put It There» como ejemplos de los esfuerzos folk de McCartney mientras que el musicólogo Walter Everett considera a «When I'm Sixty-Four» y «Honey Pie» intentos de vodevil. MacDonald elogió el «compás swing» de «She's a Woman» como «el sonido más extremo que habían fabricado [The Beatles] hasta la fecha», con la voz de McCartney «en el borde, llevada hasta el límite superior de su medidor de pecho y amenazando con romperse en cualquier momento.» MacDonald describió «I've Got a Feeling» como «voluptuosa, rock ni lento ni rápido» con una «robusta y conmovedora» actuación vocal y «Back in the U.S.S.R.» como «el último rock rápido [de The Beatles]», la mejor voz «belting» de McCartney desde «Drive My Car», grabada tres años antes. su rango vocal supera las 4 octavas llegando desde el A1 hasta el C6 (o A6)

### Instrumentos de teclado

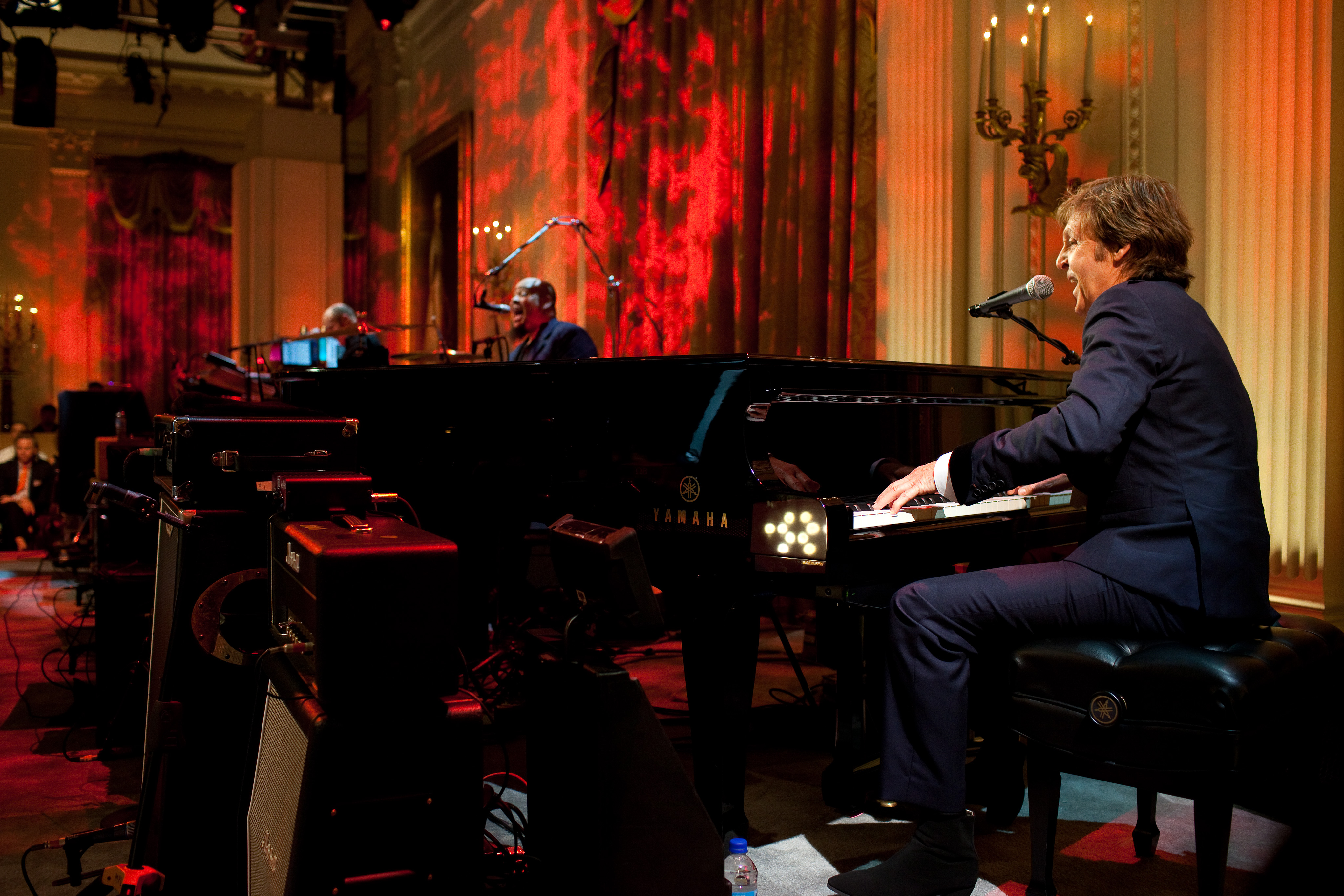
McCartney tocando el piano en el East Room de la Casa Blanca, 2010.

McCartney tocó el piano en varias canciones de The Beatles, tales como «Every Little Thing», «She's a Woman», «For No One», «A Day in the Life», «Hello, Goodbye», «Hey Jude», «Lady Madonna», «Let It Be» y «The Long and Winding Road». MacDonald destaca la parte de piano de «Lady Madonna» como reminiscencia de Fats Domino, y «Let It Be» por tener un ritmo gospel. MacDonald considera a la introducción de mellotrón de McCartney en «Strawberry Fields Forever» una característica fundamental de la naturaleza de la canción. McCartney tocó un sintetizador Moog en la canción de The Beatles «Maxwell's Silver Hammer» y en la pista de Wings «Loup (1st Indian on the Moon)». Ingham describió las canciones de Wings «With a Little Luck» y «London Town» como «llenas de los más sensitivos toques pop de sintetizador».

### Batería
McCartney tocó la batería en las canciones de The Beatles «Back in the U.S.S.R», «Dear Prudence», «Martha My Dear», «Wild Honey Pie» y «The Ballad of John and Yoko». También tocó las partes de batería en sus álbumes en solitario McCartney, McCartney II y McCartney III", así como en el álbum de Wings Band on the Run y la mayoría de las percusiones en su álbum en solitario Chaos and Creation in the Backyard. McCartney también tocó la batería en la versión de «And the Sun Will Shine» de Paul Jones en 1968. Utilizando el seudónimo Paul Ramon, que había utilizado por primera vez durante la primera gira en Escocia de The Beatles en 1960, McCartney tocó la batería en 1969 en los temas «Celebration Song» y «My Dark Hour» de Steve Miller Band.

### Loopsde cinta
A mediados de la década de 1960, mientras estaba de visita en el apartamento de su amigo el artista John Dunbar en Londres, McCartney traía consigo cintas que había ido guardando en la casa de su entonces novia Jane Asher. Estas incluían mezclas de diferentes canciones, extractos musicales y declaraciones hechas por McCartney que Dick James convirtió en un demo para él. Fuertemente influenciado por el músico vanguardista estadounidense John Cage, McCartney hizo loops mediante la grabación de voces, guitarras y bongos en un magnetofón Brenell y mezclando las diversas cintas. Se refirió al producto terminado como «sinfonías electrónicas». Revirtió las cintas, las aceleró, y las frenó para crear los efectos que deseaba, algunos de los cuales fueron utilizados más tarde por The Beatles en las canciones «Tomorrow Never Knows» y «The Fool on the Hill».

### Influencias tempranas
Las primeras influencias musicales de McCartney fueron Little Richard, Elvis Presley, Buddy Holly, Carl Perkins, y Chuck Berry. Cuando se le preguntó por qué The Beatles no incluyeron a Presley en la portada de Sgt. Pepper, McCartney respondió: «Elvis era demasiado importante y [estaba] muy por encima del resto, incluso para mencionarlo […] así que no lo pusimos en la lista porque él era más que un simple […] cantante de pop, el era Elvis el Rey.» McCartney declaró que para su línea de bajo en «I Saw Her Standing There», se remitió directamente a la canción «I'm Talking About You» de Berry.
McCartney llamó a Little Richard un ídolo, cuyo canto en falsete inspiró la propia técnica vocal de McCartney. McCartney dijo que escribió «I'm Down» como un medio para imitar a Little Richard. En 1971, McCartney compró los derechos de publicación del catálogo de Holly, y en 1976, en el cuadragésimo aniversario del nacimiento de Holly, McCartney inauguró el anual «Buddy Holly Week» en Inglaterra. El festival ha incluido actuaciones especiales de músicos famosos, concursos de canciones, concursos de dibujo y eventos especiales que incluyen interpretaciones de The Crickets.

## Estilo de vida

### Escapes creativos
En su época de estudiante durante la década de 1950, McCartney destacó en las asignaturas relacionadas al arte, siendo constantemente reconocido por sus obras visuales. Sin embargo, su indisciplina le afectó negativamente en las calificaciones académicas, impidiéndole ganar la admisión a la escuela de arte. Durante la década de 1960, profundizó en las artes visuales, introduciéndose al cine experimental, y con regularidad asistía a representaciones cinematográficas, teatrales y de música clásica. Su primer contacto con el vanguardismo londinense fue a través del artista John Dunbar, quien presentó a McCartney con el comerciante de arte Robert Fraser. En el apartamento de Fraser aprendió por primera vez acerca de la apreciación artística y conoció a Andy Warhol, Claes Oldenburg, Peter Blake, y Richard Hamilton. McCartney más tarde compró obras de Magritte, usando su pintura de una manzana para el logotipo de Apple Records. McCartney se involucró en la renovación y difusión de la Indica Gallery en Mason's Yard, Londres, que Barry Miles había cofundado y donde Lennon conoció a Yoko Ono. Miles también cofundó Internacional Times, un periódico underground que McCartney ayudó a comenzar con un apoyo financiero directo y ofreciendo entrevistas para atraer ingresos publicitarios. Miles más tarde escribiría la biografía oficial de McCartney, Many Years From Now (1997).
McCartney se interesó en la pintura después de ver al artista Willem de Kooning trabajando en su estudio en Long Island. McCartney comenzó a pintar en 1983, y expuso por primera vez su obra en Siegen, Alemania, en 1999. La exposición de 70 pinturas incluyó retratos de Lennon, Warhol y David Bowie. Aunque en un principio se mostraba reacio a enseñar sus cuadros públicamente, McCartney cambió de opinión después de que el organizador de eventos Wolfgang Suttner mostrara verdadero interés por su arte. En septiembre de 2000, se inauguró la primera exposición de pinturas de McCartney en el Reino Unido, con 500 lienzos en la Galería Arnolfini en Bristol, Inglaterra. El mes siguiente, el arte de McCartney debutó en su ciudad natal de Liverpool. McCartney comentó al respecto: «Me han ofrecido una exposición de mis pinturas en la Galería de Arte Walker […] donde John y yo solíamos pasar muchas veces una tarde agradable. Así que estoy muy emocionado por ello. Yo no le dije a nadie que yo pinté durante 15 años, pero ahora he salido del armario.» McCartney funge como mecenas principal del Liverpool Institute for Performing Arts, una escuela en el edificio que anteriormente era el Liverpool Institute for Boys.
Cuando McCartney era un niño, su madre le leía poemas y le fomentó el hábito de la lectura. Su padre animaba a Paul y su hermano Michael a resolver crucigramas con él, para aumentar su «poder de la palabra», como diría McCartney. En 2001, McCartney publicó Blackbird Singing, un volumen de poemas y letras de sus canciones para el que ofreció lecturas públicas en Liverpool y Nueva York. En el prólogo del libro, explica: «Cuando yo era un adolescente […] tenía unas ganas tremendas de tener un poema publicado en la revista de la escuela. Escribí algo [un poema] profundo y significativo —lo cual fue rechazado— y supongo que desde entonces he estado tratando de responderles.» Su primer libro para niños fue publicado por Faber & Faber en 2005, titulado High in the Clouds: Fievel Urban Furry, una colaboración con el escritor Philip Ardagh y el animador Geoff Dunbar. El libro, que narra la historia de una ardilla cuya casa en el árbol es arrasada por desarrolladores inmobiliarios, había sido concebido y bosquejado por McCartney y Dunbar a lo largo de varios años como una película animada. The Observer lo etiquetó como un «libro anticapitalista para niños».
En 1981, McCartney propuso a Geoff Dunbar dirigir un cortometraje animado llamado Rupert and the Frog Song; McCartney fue el escritor y productor, y también prestó su voz a algunos de los personajes. En 1992, trabajó con Dunbar en una película animada sobre el trabajo del artista francés Honoré Daumier, por la cual ganaron un premio BAFTA. En 2004, trabajaron juntos en el cortometraje animado Tropic Island Hum. El sencillo que lo acompañó, «Tropic Island Hum»/«We All Stand Together», alcanzó el número 21 en el Reino Unido.
McCartney también produjo y organizó The Real Buddy Holly Story, un documental de 1985 que presenta entrevistas con Keith Richards, The Everly Brothers, la familia de Holly, y otros. En 1995, hizo una aparición especial en el episodio de Los Simpson «Lisa, la vegetariana» y dirigió un documental de corta duración sobre Grateful Dead.
En 2015, se reveló que McCartney rechazó una oferta para interpretar el papel de padre del personaje Emily (Helen Baxendale) en la serie Friends.

### Negocios
Desde la primera edición de la «Lista de ricos del Sunday Times» en 1989, McCartney ha sido el músico más rico del Reino Unido, con una fortuna estimada en 730 millones £ en 2015. Además de su participación en Apple Corps y MPL Communications, un holding creado para sus intereses comerciales, posee una editora musical con un amplio catálogo, con acceso a más de 25 000 derechos de autor, incluidos los derechos de publicación de los musicales Guys and Dolls, A Chorus Line, Annie y Grease. Obtuvo ganancias por 40 millones £ en el 2003, el ingreso más alto de ese año para un artista británico. La cifra se elevó a 48.5 millones £ en el año 2005. Las 18 fechas realizadas por McCartney en su gira On the Run recaudaron 37 millones £ en 2012.
McCartney firmó su primer contrato de grabación, como miembro de The Beatles, con Parlophone Records, una subsidiaria de EMI, en junio de 1962. En Estados Unidos, las grabaciones de The Beatles fueron distribuidos por la filial de EMI Capitol Records. The Beatles volvieron a firmar con EMI por otros nueve años en 1967. Después de formar su propio sello discográfico, Apple Records, en 1968, las grabaciones de The Beatles serían publicadas a través de Apple aunque las copias maestras todavía eran propiedad de EMI. A raíz de la ruptura de The Beatles, la música de McCartney continuó siendo publicada por Apple Records en virtud del contrato de The Beatles con EMI en 1967, que funcionó hasta 1976. Tras la disolución formal de la asociación The Beatles en 1975, McCartney volvió a firmar con EMI en todo el mundo y Capitol en los Estados Unidos, Canadá y Japón, adquiriendo de EMI la propiedad de su catálogo en solitario como parte del trato. En 1979, McCartney firmó con Columbia Records en los Estados Unidos y Canadá —que según se informa recibió el contrato de grabación más lucrativo de la industria hasta la fecha, sin dejar de ser EMI la distribuidora en el resto del mundo. McCartney regresó a Capitol en Estados Unidos en 1985, permaneciendo con EMI hasta 2006. En 2007, McCartney firmó con Hear Music, convirtiéndose en el primer artista de la etiqueta. Estuvo ahí desde el álbum Kisses on the Bottom de 2012. Permaneció en Hear Music hasta el año 2016, cuando volvió a firmar un acuerdo mundial con Capitol Records.
En 1963, Dick James creó Northern Songs para publicar las canciones de Lennon-McCartney. McCartney inicialmente poseía el 20 % de Northern Songs, que se convirtió en un 15 % después de una oferta pública en 1965. En 1969, James vendió una participación mayoritaria en Northern Songs a Associated Television (ATV) de Lew Grade, después de lo cual McCartney y John Lennon vendieron sus acciones restantes aunque se mantuvieron bajo contrato con ATV hasta 1973. En 1972, McCartney volvió a firmar con ATV durante siete años en un acuerdo de publicación conjunta entre ATV y McCartney Music. Desde 1979, MPL Communications ha publicado las canciones de McCartney. McCartney y Yoko Ono intentaron comprar el catálogo de Northern Songs en 1981, pero Grade declinó su oferta y decidió vender ATV en su totalidad al empresario Robert Holmes à Court. Posteriormente Michael Jackson compró ATV en 1985. En 1995, Jackson fusionó su catálogo con Sony por la cifra de 59 052 000 £ (95 millones $), dando lugar a Sony/ATV Music Publishing, en la que él conservó la mitad de las participaciones. A lo largo de los años, McCartney ha sido crítico sobre la compra y manejo de Northern Songs por parte de Jackson. Ahora disuelta formalmente, en 1995 fue absorbida en el catálogo de Sony/ATV. McCartney recibe sus regalías por derechos de autor que en conjunto son 33⅓ por ciento de los ingresos comerciales totales en Estados Unidos, y que varían en otros lugares entre el 50 y el 55 por ciento. Dos de las primer canciones de The Beatles —«Love Me Do» y «P.S. I Love You»— fueron publicadas por una filial de EMI, Ardmore & Beechwood, antes de firmar con James. McCartney adquirió de Ardmore sus derechos de publicación a mediados de la década de 1980, y son las dos únicas canciones de The Beatles propiedad de MPL Communications.

### Drogas
El primer acercamiento de McCartney con las drogas fue durante sus días con The Beatles en Hamburgo, cuando a menudo utilizaban fenmetrazina para mantenerse con energía mientras actuaban por períodos prolongados. Bob Dylan los introdujo a la marihuana en una habitación de hotel de Nueva York en 1964; McCartney lo recuerda como «alucinando un montón» y «riendo incontrolablemente». Su consumo del narcótico pronto se volvió habitual, y de acuerdo con Miles, McCartney escribió la línea «another kind of mind» («otra manera de pensar») en «Got to Get You into My Life» específicamente como una referencia al cannabis. Durante el rodaje de Help!, McCartney de vez en cuando fumaba un porro en el coche de camino al estudio, y con frecuencia olvidaba sus líneas. El director Richard Lester llegó a escuchar a dos mujeres físicamente atractivas tratando de persuadir a McCartney de usar heroína, pero él se negó. Introducido en la cocaína por Robert Fraser, McCartney usaba la droga regularmente durante la grabación de Sgt. Pepper's Lonely Hearts Club Band, y durante aproximadamente todo un año, pero se detuvo a causa de su disgusto por la desagradable melancolía que sentía después.
Inicialmente reacio a probar LSD, McCartney finalmente lo hizo a finales de 1966, y tuvo su segundo «viaje» en marzo de 1967, con Lennon, después de una sesión de estudio de Sgt. Pepper. Más tarde se convirtió en el primer Beatle en hablar públicamente sobre su consumo de drogas, declarando: «Me abrió los ojos… [y] me hizo un mejor, más honesto, más tolerante, miembro de la sociedad.» Demostró ante el público su postura sobre el cannabis en 1967, cuando él, junto con los otros Beatles y Epstein, agregaron su nombre a un anuncio de julio en The Times, pidiendo su legalización, la liberación de los encarcelados por posesión, y la investigación sobre la marihuana para usos médicos.
En 1972, un tribunal sueco multó a McCartney con 1000 £ a causa de posesión de cannabis.[cita requerida] Poco después, la policía de Escocia encontró plantas de marihuana creciendo en su granja, lo que llevó a su condena por cultivo ilegal y una multa de 100 £ en 1973.[cita requerida] Como resultado de sus convicciones sobre las drogas, el gobierno de Estados Unidos le negó en repetidas ocasiones una visa hasta diciembre de 1973. Detenido de nuevo por posesión de marihuana en 1975, en Los Ángeles, Linda asumió la responsabilidad, y el tribunal pronto desechó los cargos. En enero de 1980, cuando Wings volaban a Tokio para una gira por Japón, los funcionarios de aduanas encontraron aproximadamente 200 g de cannabis en su equipaje. Arrestaron a McCartney y lo llevaron a una cárcel local, mientras el gobierno japonés decidía qué hacer. Después de diez días, lo liberaron y lo deportaron sin cargos. En 1984, mientras McCartney vacacionaba en Barbados, las autoridades lo arrestaron por posesión de marihuana y lo multaron con 200 dólares. A su regreso a Inglaterra, declaró: «El cannabis es […] menos nocivo que ponche de ron, whisky, la nicotina y la cola, todo lo cual es perfectamente legal […] no creo […] [que] yo estuviera haciendo daño a nadie en absoluto.» En 1997, habló en apoyo de la despenalización de la droga: «La gente está fumando marihuana de todos modos y convertirlos en criminales es un error».

### Vegetarianismo y activismo
Desde 1975, McCartney ha sido vegetariano; él y su esposa Linda fueron vegetarianos durante la mayor parte de sus treinta años de matrimonio. Decidieron dejar de consumir carne después de que Paul observara unos corderos en el campo mientras comían una comida de cordero. Poco después, la pareja se convirtió en activos defensores de los derechos animales. En su primera entrevista después de la muerte de Linda, se comprometió a seguir trabajando por los derechos de los animales, y en 1999 gastó 3 000 000 £ para asegurarse de que su empresa alimentaria Linda McCartney Foods se mantuviera libre de ingredientes genéticamente modificados. En 1995, narró el documental Devour the Earth, escrito por Tony Wardle. McCartney es un partidario de la organización por los derechos animales Personas por el Trato Ético de los Animales (PETA por sus siglas en inglés). Ha aparecido en las campañas de la organización y, en 2009, realizó una exposición sobre las granjas factoría titulada «Glass Walls» («Muros de cristal»). McCartney también ha apoyado las campañas encabezadas por la Sociedad Humana de los Estados Unidos, Sociedad Humana Internacional, World Animal Protection, y la Fundación David Shepherd Wildlife.

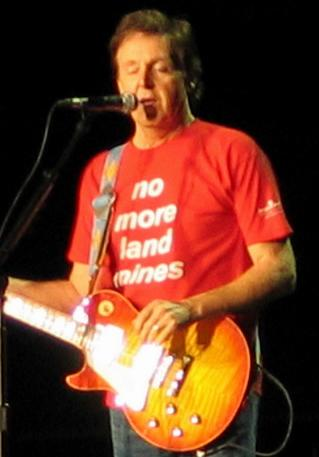
McCartney vistiendo una camiseta con el mensaje no more landmines («No más minas terrestres») durante un concierto en 2004.

Tras contraer matrimonio con Mills, McCartney se unió a su campaña contra las minas terrestres, convirtiéndose en patrocinador de la campaña británica Adopt-A-Minefield (Adopta un campo minado). Vistió una camiseta con un mensaje antiminas terrestres en algunas presentaciones de su gira Back in the World. En 2006, los McCartney viajaron a la isla del Príncipe Eduardo para hacer conciencia internacionalmente sobre la caza de focas. La pareja debatió con Danny Williams, primer ministro de Terranova, en el programa Larry King Live, afirmando que los pescadores deben dejar de cazar focas y en su lugar desarrollar un negocio ecoturístico de avistamiento de ballenas. McCartney también apoya la campaña Make Poverty History contra la pobreza mundial.
McCartney ha participado en varias grabaciones y actuaciones benéficas, tales como Concerts for the People of Kampuchea, Ferry Aid, Band Aid, Live Aid, Live 8, y la grabación de «Ferry Cross the Mersey». En 2004, donó una canción a un álbum para ayudar a la «Campaña estadounidense por Birmania», en apoyo de la ganadora birmana del Premio Nobel Aung San Suu Kyi. En 2008, donó una canción para un CD de la organización Aid Still Required, cuyo fin era recaudar fondos para ayudar a la recuperación del sudeste asiático tras el tsunami de 2004.
En 2009, McCartney escribió a Tenzin Gyatso, el decimocuarto dalái lama, preguntándole por qué no era vegetariano. Como explicaría McCartney: «Él contestó muy amablemente, diciendo: “Mis médicos me dicen que tengo que comer carne”. Y le escribí de nuevo, diciéndole, tú sabes, que no creo que eso sea correcto […] creo que se le debe decir […] que él puede conseguir proteína de otra parte […] simplemente no me parece bien que —el dalái lama— por un lado, diga: “Ey chicos, no dañen a los seres sintientes […] Ah, y por cierto, estoy comiendo un bistec”».
Save the Arctic es una campaña para proteger el Ártico y una protesta internacional para hacer conciencia de la exploración de petróleo en el Ártico, atrayendo el apoyo de más de cinco millones de personas. Entre estas se incluyen McCartney, el arzobispo Desmond Tutu y once ganadores del Premio Nobel de la Paz.
En 2014, McCartney narró un vídeo para PETA, titulado «Glass Walls», que fue duramente crítico de los mataderos, la industria cárnica, y su efecto sobre el bienestar animal.
En 2015, tras la decisión del primer ministro británico, David Cameron, de dar a los miembros del parlamento libertad de voto para modificar la ley contra la caza de zorros, McCartney comentó: «El pueblo de Gran Bretaña respalda este gobierno Tory en muchas cosas, pero la gran mayoría de nosotros estará en contra de ellos si se reintroduce la caza. Es cruel e innecesaria y perderán el apoyo de la gente común y de los amantes de los animales como yo».

### Meditación
En agosto de 1967, McCartney conoció al Maharishi Mahesh Yogi en el hotel London Hilton y más tarde viajó a Bangor en Gales del Norte para asistir a un fin de semana de iniciación, donde él y los demás Beatles aprendieron los fundamentos de la Meditación Trascendental. En su biografía oficial comentó: «Toda la experiencia en la meditación fue muy buena y sigo utilizando el mantra […] me resulta relajante». En 2009, McCartney y Starr encabezaron un concierto benéfico en el Radio City Music Hall, recaudando tres millones de dólares para el proyecto de la Fundación David Lynch de financiar la enseñanza de la Meditación Trascendental a jóvenes en situación de vulnerabilidad social.

### Fútbol
McCartney ha profesado públicamente su apoyo al Everton, y también se muestra a favor del Liverpool. En 2008, se terminó la especulación acerca de su lealtad cuando dijo: «Este es el trato: Mi padre nació en el Everton, mis familiares son oficialmente Evertonians, por lo que si se trata de un derbi o una final de la FA Cup entre los dos, yo tendría que apoyar al Everton. Pero después de un concierto en el Wembley Arena entablé una pequeña amistad con Kenny Dalglish, que había estado en el concierto y yo pensé: “¿Sabes qué? apoyaré a los dos porque todo es sobre Liverpool”».
También es socio honorario del Liverpool Fútbol Club desde el 15 de abril de 2012

## Vida personal

### Novias

#### Dot Rhone
La primera pareja formal de McCartney en Liverpool fue Dot Rhone, a quien conoció en el club Casbah en 1959. Según Spitz, Rhone sentía que McCartney tenía una compulsión a controlar cada situación. A menudo le elegía la ropa y el maquillaje, animándola a dejar crecer su cabello como Brigitte Bardot, y por lo menos una vez insistió en que tenía que rediseñarse el corte, debido a que no había quedado satisfecho. Cuando McCartney viajó a Hamburgo con The Beatles por primera vez, escribía a Rhone con regularidad, y ella acompañó a Cynthia Lennon a Hamburgo cuando tocaron allí de nuevo en 1962. La pareja tuvo una relación de dos años y medio de duración, y tenían planeado casarse hasta que Rhone padeció de un aborto involuntario; según Spitz, McCartney, «ahora sin compromisos», finalizó la relación.

#### Jane Asher
McCartney conoció a la actriz británica Jane Asher el 18 de abril de 1963, cuando un fotógrafo les pidió que posaran durante una actuación de The Beatles en el Royal Albert Hall de Londres. Los dos comenzaron una relación, y en noviembre de ese año se instaló con Asher en casa de sus padres en el número 57 de Wimpole Street, Londres. Vivieron allí durante más de dos años hasta que la pareja se mudó a la casa de McCartney en St. John's Wood, en marzo de 1966. Escribió varias canciones mientras vivía con los Asher, como «Yesterday», «And I Love Her», «You Won't See Me» y «I'm Looking Through You», las tres últimas inspiradas en su romance. Tuvieron una relación de cinco años y planeaban casarse, pero Asher rompió el compromiso después de descubrirlo en una aventura con Francie Schwartz.

### Esposas

#### Linda Eastman

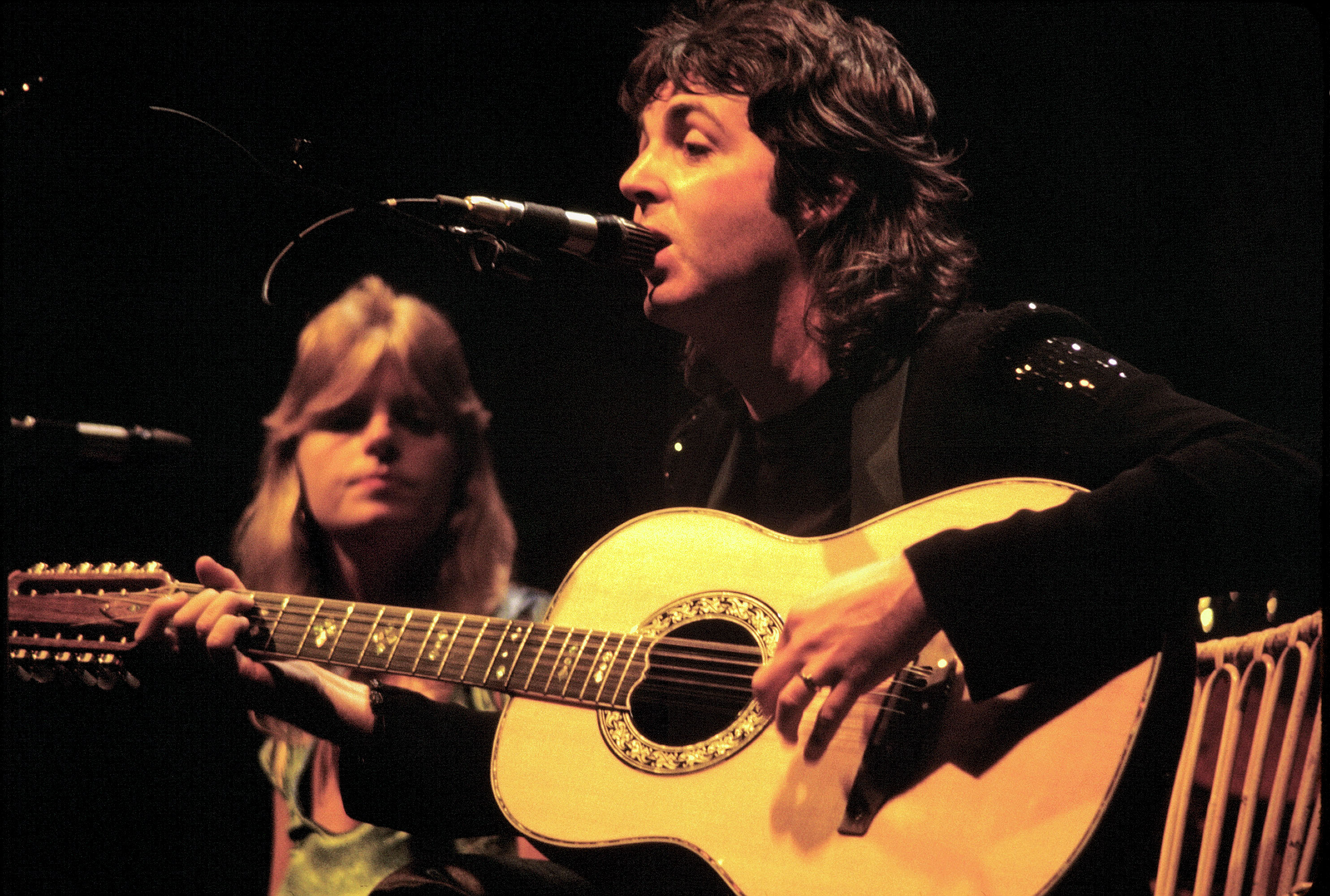
McCartney tocando al lado de su esposa Linda en 1976.

Linda Eastman era una fanática de la música, como una vez comentó: «Todos mis años de adolescencia los pasé con el oído en la radio». A veces faltaba a clases para presenciar a artistas como Fabian, Bobby Darin y Chuck Berry. Ella se convirtió en una popular fotógrafa entre varios grupos de rock, incluyendo The Jimi Hendrix Experience, Grateful Dead, The Doors y The Beatles, a quienes conoció por primera vez en el Shea Stadium en 1966. Ella comentó: «Fue John quien me interesó desde el principio. Él era mi ídolo Beatle. Pero cuando lo conocí la fascinación se desvaneció rápidamente, y descubrí que era Paul quien me gustaba». La pareja se conoció formalmente en 1967 en un concierto de Georgie Fame en el club Bag O'Nails, durante su asignación en el Reino Unido para fotografiar músicos de rock en Londres. Como Paul recuerda: «La noche que Linda y yo nos conocimos, la encontré en un club lleno de gente, y aunque normalmente habría estado nervioso de coquetear con ella, me di cuenta que debía hacerlo […] ¡La audacia trabajó para mí esa noche!» Linda dijo acerca del encuentro: «Yo estaba bastante quitada de la pena en realidad. Yo estaba con alguien más [esa noche] […] y vi a Paul en el otro lado de la habitación. Se veía tan hermoso que me hice a la idea que tenía que conquistarlo.» La pareja se casó en 1969. Acerca de su relación, Paul comentó: «Hemos tenido un montón de diversión juntos […] exactamente la esencia de cómo somos, nuestra actividad favorita es simplemente pasar el rato, para divertirnos. Y Linda es grandiosa en tan solo seguir el momento». Y añadió: «Estábamos locos. Tuvimos una gran discusión la noche antes de casarnos, y casi fue cancelada [la boda] […] [es] milagroso que lo hiciéramos. Pero lo hicimos».
Los dos colaboraron musicalmente después de la ruptura de The Beatles, formando Wings en 1971. Tuvieron que hacer frente a burlas de algunos fanes y críticos, que cuestionaron su inclusión. Estaba nerviosa acerca de actuar a lado de Paul, quien explicó: «Venció los nervios, los sobrellevó y fue muy valiente». Paul también defendió su habilidad musical: «Enseñé a Linda lo básico de los teclados […] Tomó un par de lecciones y aprendió algunas cosas de blues […] Ella lo hizo muy bien y lo hizo parecer más fácil de lo que era […] Los críticos dirían: “Ella realmente no está tocando” o “Mírala, está tocando con un dedo”. Pero lo que no sabían es que a veces ella estaba tocando una cosa llamada Minimoog, que solo puede ser tocada con un dedo. Era monofónico». Él continuó diciendo: «Nosotros sabíamos que estábamos en esto por diversión […] solo era algo que queríamos hacer, así que si fue algo equivocado, ¿a mi qué? No teníamos porque justificarnos». El exguitarrista de Wings McCullough dijo acerca de colaborar con Linda: «Tratar de conseguir cosas juntos con una aprendiz en el grupo no era trabajar en lo que a mí respecta».
La pareja tuvo cuatro hijos —la hija de Linda Heather (legalmente adoptada por Paul), Mary, Stella y James— y permanecieron casados hasta la muerte de Linda por cáncer de mama a los 56 años en 1998. Después de su muerte, Paul declaró para The Daily Mail: «Conseguí un asesor porque sabía que iba a necesitar un poco de ayuda. Él fue estupendo, sobre todo para ayudarme a deshacer mi culpa [sobre desear haber sido] perfecto todo el tiempo […] un tío de verdad. Pero luego pensé, espera un minuto. Solo somos humanos. Eso era lo bonito de nuestro matrimonio. Éramos solo un novio y una novia teniendo bebés».

#### Heather Mills
Durante un evento benéfico de 1999, Paul McCartney conoció a Heather Mills, una exmodelo y activista contra las minas terrestres. La pareja contrajo matrimonio tres años después y en 2003 tuvieron una hija, Beatrice Milly, nombrada en honor de la difunta madre de Mills y de una de las tías de McCartney.
La prensa británica no siempre fue favorable en su cobertura sobre Mills, algo que McCartney ya había experimentado con sus parejas anteriores. En 2004, comentó: "[Al público británico] no le gustó mi separación con Jane Asher [...], luego me casé [con Linda], una neoyorquina divorciada con una niña, y en ese momento tampoco no fue de su agrado". 
La pareja anunció su separación en 2006  y finalmente se divorciaron en 2008. A pesar de las dificultades matrimoniales, McCartney siempre ha mantenido una buena relación con su hija. Ambos padres compartieron la custodia compartida de Beatrice, quien estudió biología marina en la Universidad de Oxford. Por acuerdo mutuo de sus padres, Beatrice se mantiene alejada de la vida pública y no tiene presencia en redes sociales, priorizando así su bienestar y privacidad. 

#### Nancy Shevell
En octubre de 2011, Paul McCartney contrajo matrimonio con la empresaria neoyorquina Nancy Shevell, en una ceremonia civil íntima celebrada en el ayuntamiento de Old Marylebone, el mismo lugar donde se casó con su primera esposa, Linda. La novia lució un elegante vestido corto blanco diseñado por Stella McCartney, hija de Paul. La recepción fue en la casa de McCartney, cerca de los estudios Abbey Road, y asistieron alrededor de 30 familiares y amigos cercanos, incluyendo al ex Beatle Ringo Starr. La pareja había estado saliendo desde noviembre de 2007. Shevell es vicepresidenta de un conglomerado familiar de transporte que contiene a la empresa New England Motor Freight. Ella es una exmiembro de la junta directiva de la Autoridad Metropolitana del Transporte de Nueva York.

### The Beatles

#### John Lennon
Aunque McCartney tuvo una relación áspera con Lennon, tuvieron mayor acercamiento a principios de 1974, e incluso volvieron a tocar juntos en una ocasión. En los años posteriores, ambos se distanciaron. Aunque McCartney llamaba por teléfono a Lennon con frecuencia, se hallaba aprensivo por como sería recibido. Durante una llamada, Lennon le dijo: «¡Eres todo pizza y cuentos de hadas!» En un esfuerzo por evitar hablar solamente acerca del negocio musical, a menudo hablaban de gatos, bebés o de hornear panes.
El 24 de abril de 1976, los dos estaban viendo un episodio de Saturday Night Live juntos en casa de Lennon en el Dakota, durante el cual Lorne Michaels hizo una oferta en efectivo de 3000 dólares para reunir a The Beatles. Aunque consideraron seriamente ir al estudio donde se realizaba el programa —el cual se hallaba a pocas cuadras de distancia— pensaron que era demasiado tarde. Esta fue la última vez que estuvieron juntos. En el 2000, VH1 hizo ficción este evento en la película para la televisión Two of Us. La última llamada telefónica de McCartney a Lennon, días antes de que Lennon y Ono publicaran Double Fantasy, fue amigable; McCartney dijo acerca de la llamada: «[Es] un factor de consuelo para mí, porque siento que fue triste que realmente nunca nos sentamos a arreglar nuestras diferencias. Pero afortunadamente para mí, la última conversación telefónica que tuve con él fue grandiosa, y no tuvimos ningún tipo de fricción».

##### Reacción al asesinato de Lennon
El 9 de diciembre de 1980, McCartney escuchó la noticia de que Lennon había sido asesinado la noche anterior, cuyo suceso creó un frenesí mediático en torno a los miembros sobrevivientes de la banda. Esa noche, cuando salía de un estudio de grabación en Oxford Street, rodeado por periodistas que le preguntaron cuál era su reacción ante la muerte de su excompañero, él respondió: «Es un fastidio» (It's a drag). La prensa lo criticó rápidamente por lo que parecía ser una respuesta superficial. Más tarde explicó: «Cuando John murió alguien pegó un micrófono hacia mi y me dijo: “¿Qué opinas al respecto?”, le dije: “Es un fa-a-astidio” (“It's a dra-a-ag”) y lo quise decir con cada pulgada de abatimiento que pude reunir. Cuando pones eso en los impresos dice: “El día de hoy en Londres cuando a McCartney se le pidió un comentario sobre su amigo muerto, dijo: ‘Es un fastidio’”. Se ve como un comentario muy frívolo para ser hecho». También describió su primer intercambio de palabras con Ono después del asesinato, y su última conversación con Lennon:

Hablé con Yoko al día siguiente de que lo asesinaran, la primera cosa que dijo fue: «John te tenía mucho aprecio». En la última conversación que tuve con él seguíamos siendo los mejores compañeros. Siempre fue un hombre muy cálido, John. Su brusquedad era toda superficial. Solía bajar sus gafas, aquellas gafas de abuela, y decía: «Soy solo yo». Eran como un muro ¿sabes? Un escudo. Esos son los momentos que más aprecio.

En 1983, comentó en una entrevista: «Yo no habría sido tan típicamente humano y tan reservado si hubiera sabido que John iba a morir. Habría hecho un mayor esfuerzo por entrar dentro de esa “máscara” y tener una mejor relación con él». Al año siguiente, dijo que fue a casa esa noche, vio las noticias en la televisión con sus hijos y lloró la mayor parte de la noche. En 1997, admitió que en esa época los ex-Beatles vivían temerosos de ser también asesinados. Le dijo a la revista Mojo en 2002 que Lennon era su héroe más grande. En 1981, McCartney cantó parte de los coros en el homenaje de Harrison a su excompañero de banda, «All Those Years Ago», que contó con Starr en la batería. McCartney publicó «Here Today» en 1982, canción que Everett describió como «un homenaje inolvidable» para la amistad de McCartney con Lennon.

#### George Harrison
Hablando sobre su relación con McCartney, Harrison comentó: «Paul ayudaba siempre y cuando ya hubieras trabajado en sus diez canciones: es entonces, cuando después de haber evitado trabajar en una de mis canciones, ayudaba. Era una tontería. Era algo muy egoísta, en realidad […] Hay un montón de pistas, sin embargo, donde yo toqué el bajo […] y lo que hacía, si él había escrito una canción, era aprender todas las partes para Paul y luego venía al estudio y decía (a veces era muy grosero): "Haz esto". Nunca te daría la oportunidad de actuar de otra manera».

##### Reacción a la muerte de George Harrison
Tras la muerte de Harrison en noviembre de 2001, McCartney emitió una declaración fuera de su casa en St. John's Wood, llamándolo «un hombre encantador y un hombre muy valiente que tenía un maravilloso sentido del humor». Él continuó diciendo: «Crecimos juntos y tuvimos tantos momentos magníficos juntos. Eso es lo que voy a recordar. Siempre lo amaré, él es mi hermano pequeño». En el primer aniversario de su muerte, McCartney interpretó «Something» de Harrison en un ukelele en el Concert for George. También interpretó «For You Blue» y «All Things Must Pass», y tocó el piano en la interpretación de Eric Clapton de «While My Guitar Gently Weeps».

## Giras
- The Paul McCartney World Tour (1989–1990)
- Unplugged Tour 1991 (1991)
- The New World Tour (1993)
- Driving World Tour (2002)
- Back In The World Tour (2003)
- '04 Summer Tour (2004)
- The 'US' Tour (2005)
- Summer Live '09 (2009)
- Good Evening Europe Tour (2009)
- Up and Coming Tour (2010–2011)
- On the Run (2011–2012)
- Out There! (2013–2015)
- One on One (2016–2017)
- Freshen Up (2018–2019)
- Got Back (2022–2024)

## Logros y registros mundiales
- Figura en el Libro Guinness de Récords Mundiales como el músico y compositor más exitoso en la historia de la música popular,[349][350][351] con ventas de 100 millones de sencillos y 60 discos de oro.[352]
- Ha logrado veintinueve número uno de sencillos en los EE. UU., veinte de ellos con The Beatles, el resto con Wings y como artista en solitario.[349]
- Ha estado involucrado en más sencillos número uno en el Reino Unido que cualquier otro artista con una variedad de créditos alcanzando 24 veces el número uno en el Reino Unido: Solista (1), Wings (1), con Stevie Wonder (1), The Christians et al (1), Ferry Aid (1), Band Aid (1), Band Aid 20 (1) y The Beatles (17).[353]
- Es el único artista en haber alcanzado el número uno del Reino Unido como solista («Pipes of Peace»), dúo («Ebony and Ivory» con Stevie Wonder), en trío («Mull of Kintyre», Wings), cuarteto («She Loves You», The Beatles), quinteto («Get Back», The Beatles con Billy Preston) y como parte de un grupo musical para la caridad (Ferry Aid).[354]
- En Estados Unidos alcanzó 29 veces el número uno con sencillos: Solo (1), Wings (5), con Stevie Wonder (1), con Michael Jackson (1), con Linda McCartney (1), con The Beatles (20); también fue el compositor de «A World Without Love», un sencillo número 1 para Peter and Gordon.
- Su canción «Yesterday» es la canción más versionada de la historia con más de 3500 versiones grabadas[355] y se ha tocado más de 7 000 000 veces en la TV y radio de Estados Unidos, por lo cual McCartney recibió un premio.[355]
- Su sencillo con Wings de 1977, «Mull of Kintyre», se convirtió en el sencillo con más ventas en la historia de éxitos británicos, y así permaneció hasta 1984.[356]
- El planeta menor 4148, descubierto en 1983, fue nombrado «McCartney» en su honor.[357]

## Discografía
La discografía oficial de Paul McCartney publicada desde 1970 consta de veinticuatro álbumes de estudio (siete de ellos con Wings), cuatro álbumes recopilatorios, ocho álbumes en directo y un box set con todos los álbumes de estudio. Está inscrito en el Guinness World Records como el músico y compositor más exitoso en la historia de la música popular, con 60 discos de oro y ventas de 100 millones en sencillos. Según la página britishhitsongwriters.com él es el compositor más exitoso de la historia de sencillos del Reino Unido, basándose en las semanas que sus composiciones estuvieron en las listas de éxitos. Como intérprete o compositor, McCartney fue responsable de 30 sencillos número uno en el Hot 100 de Estados Unidos.
Álbumes de estudio: solista y Wings
- McCartney (1970)
- Ram (1971)
- Wild Life (1971) (Wings)
- Red Rose Speedway (1973) (Wings)
- Band on the Run (1973) (Wings)
- Venus and Mars (1975) (Wings)
- Wings at the Speed of Sound (1976) (Wings)
- London Town (1978) (Wings)
- Back to the Egg (1979) (Wings)
- McCartney II (1980)
- Tug of War (1982)
- Pipes of Peace (1983)
- Give My Regards to Broad Street (1984)
- Press to Play (1986)
- Snova v SSSR (1988)
- Flowers in the Dirt (1989)
- Off the Ground (1993)
- Flaming Pie (1997)
- Run Devil Run (1999)
- Liverpool Sound Collage (2001)
- Driving Rain (2001)
- Chaos and Creation in the Backyard (2005)
- Memory Almost Full (2007)
- Kisses on the Bottom (2012)
- New (2013)
- Egypt Station (2018)
- McCartney III (2020)

## Premios

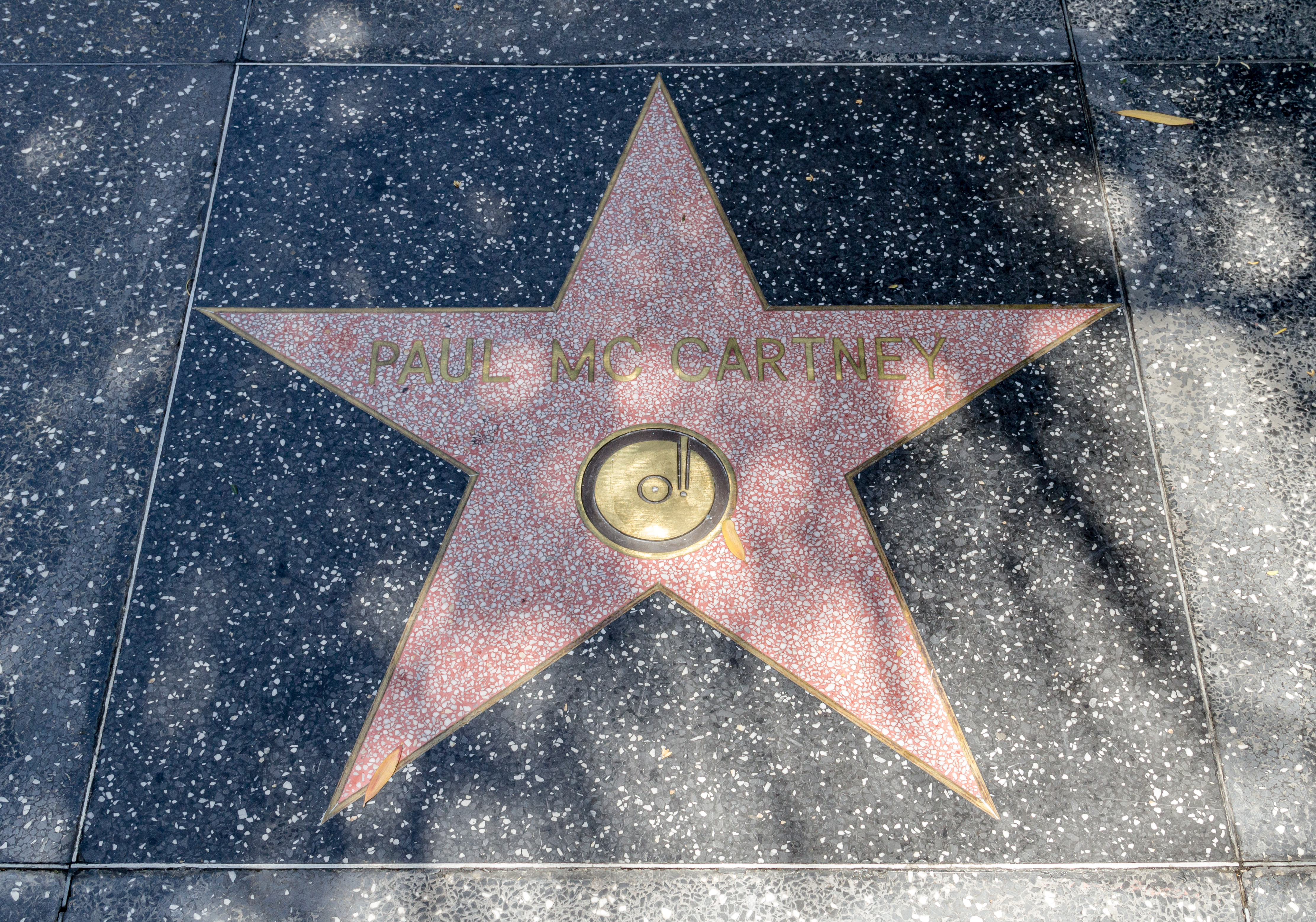
Estrella de Paul McCartney en el paseo de la fama de Hollywood

### Premios Grammy[358]
| Año  | Categoría                                                                                  | Trabajo                                             | Resultado |
| ---- | ------------------------------------------------------------------------------------------ | --------------------------------------------------- | --------- |
| 2015 | Mejor interpretación de rap                                                                | All Day                                             | Nominado  |
| 2015 | Mejor canción de rap                                                                       | All Day                                             | Nominado  |
| 2013 | Mejor canción de rock                                                                      | Cut Me Some Slack                                   | Ganador   |
| 2013 | Mejor película musical                                                                     | Live Kisses                                         | Ganador   |
| 2012 | Mejor álbum de pop tradicional                                                             | Kisses on the Bottom                                | Ganador   |
| 2012 | Mejor álbum histórico                                                                      | Ram - Paul McCartney Archive Collection             | Nominado  |
| 2011 | Mejor álbum histórico                                                                      | Band on the Run (Paul McCartney Archive Collection) | Ganador   |
| 2010 | Mejor interpretación vocal solista de rock                                                 | Helter Skelter                                      | Ganador   |
| 2008 | Mejor interpretación vocal solista de rock                                                 | I Saw Her Standing There                            | Nominado  |
| 2008 | Mejor interpretación vocal masculina de pop                                                | That Was Me                                         | Nominado  |
| 2007 | Mejor interpretación vocal masculina de pop                                                | Dance Tonight                                       | Nominado  |
| 2007 | Mejor interpretación vocal solista de rock                                                 | Only Mama Knows                                     | Nominado  |
| 2007 | Mejor álbum vocal de pop                                                                   | Memory Almost Full                                  | Nominado  |
| 2006 | Mejor interpretación vocal masculina de pop                                                | Jenny Wren                                          | Nominado  |
| 2005 | Mejor interpretación vocal masculina de pop                                                | Fine Line                                           | Nominado  |
| 2005 | Mejor álbum vocal de pop                                                                   | Chaos and Creation in the Backyard                  | Nominado  |
| 2005 | Álbum del año                                                                              | Chaos and Creation in the Backyard                  | Nominado  |
| 2004 | Mejor colaboración vocal de pop                                                            | Something                                           | Nominado  |
| 2002 | Mejor canción escrita para una película, televisión u otro medio visual                    | Vanilla Sky                                         | Nominado  |
| 2000 | Mejor álbum de música alternativa                                                          | Liverpool Sound Collage                             | Nominado  |
| 1997 | Álbum del año                                                                              | Flaming Pie                                         | Nominado  |
| 1996 | Mejor interpretación vocal de pop por un dúo o grupo                                       | Free as a Bird                                      | Ganador   |
| 1996 | Mejor video musical - formato corto                                                        | Free as a Bird                                      | Ganador   |
| 1996 | Mejor video musical - formato largo                                                        | The Beatles Anthology                               | Ganador   |
| 1990 | Lifetime Achievement Award                                                                 | Lifetime Achievement Award                          | Ganador   |
| 1986 | Mejor video musical - formato corto                                                        | Rupert and the Frog Song                            | Nominado  |
| 1983 | Mejor interpretación vocal de pop por un dúo o grupo                                       | The Girl Is Mine                                    | Nominado  |
| 1982 | Mejor interpretación vocal de pop por un dúo o grupo                                       | Ebony and Ivory                                     | Nominado  |
| 1982 | Canción del año                                                                            | Ebony and Ivory                                     | Nominado  |
| 1982 | Grabación del año                                                                          | Ebony and Ivory                                     | Nominado  |
| 1982 | Mejor interpretación vocal de R&B por un dúo o grupo                                       | What's That You're Doing                            | Nominado  |
| 1982 | Álbum del año                                                                              | Tug of War                                          | Nominado  |
| 1981 | Mejor grabación hablada, documental o de drama                                             | The McCartney Interview                             | Nominado  |
| 1980 | Mejor interpretación vocal masculina de rock                                               | Coming Up (Live at Glasgow)                         | Nominado  |
| 1979 | Mejor interpretación instrumental de rock                                                  | Rockestra Theme                                     | Ganador   |
| 1976 | Mejor arreglo acompañando vocalistas                                                       | Let 'Em in                                          | Nominado  |
| 1974 | Álbum del año                                                                              | Band on the Run                                     | Nominado  |
| 1974 | Mejor interpretación vocal de pop por un dúo, grupo o coro                                 | Band on the Run                                     | Ganador   |
| 1973 | Mejor interpretación vocal de pop por un dúo, grupo o coro                                 | Live and Let Die                                    | Nominado  |
| 1973 | Mejor álbum de banda sonora original escrita para una película o un especial de televisión | Live and Let Die                                    | Nominado  |
| 1971 | Mejor arreglo acompañando vocalistas                                                       | Uncle Albert/Admiral Halsey                         | Ganador   |
| 1970 | Mejor canción original escrita para una película o un especial de televisión               | Let It Be                                           | Ganador   |
| 1970 | Canción del año                                                                            | Let It Be                                           | Nominado  |
| 1970 | Grabación del año                                                                          | Let It Be                                           | Nominado  |
| 1970 | Mejor interpretación vocal contemporánea por un dúo, grupo o coro                          | Let It Be                                           | Nominado  |
| 1970 | Mejor canción contemporánea                                                                | Let It Be                                           | Nominado  |
| 1969 | Mejor banda sonora original escrita para una película o un especial de televisión          | Yellow Submarine                                    | Nominado  |
| 1969 | Mejor interpretación vocal contemporánea por un grupo                                      | Abbey Road                                          | Nominado  |
| 1969 | Álbum del año                                                                              | Abbey Road                                          | Nominado  |
| 1968 | Álbum del año                                                                              | Magical Mistery Tour                                | Nominado  |
| 1968 | Grabación del año                                                                          | Hey Jude                                            | Nominado  |
| 1968 | Canción del año                                                                            | Hey Jude                                            | Nominado  |
| 1968 | Mejor interpretación vocal contemporánea-pop por un dúo, grupo                             | Hey Jude                                            | Nominado  |
| 1967 | Álbum del año                                                                              | Sgt. Pepper's Lonely Hearts Club Band               | Ganador   |
| 1967 | Mejor álbum contemporáneo                                                                  | Sgt. Pepper's Lonely Hearts Club Band               | Ganador   |
| 1967 | Mejor interpretación por un grupo vocal                                                    | Sgt. Pepper's Lonely Hearts Club Band               | Nominado  |
| 1967 | Mejor interpretación de un grupo contemporáneo (vocal o instrumental)                      | Sgt. Pepper's Lonely Hearts Club Band               | Nominado  |
| 1967 | Mejor arreglo acompañando vocalistas o instrumentalistas                                   | A Day in the Life                                   | Nominado  |
| 1966 | Canción del año                                                                            | Michelle                                            | Ganador   |
| 1966 | Mejor interpretación vocal solista contemporánea de R&R - masculina o femenina             | Eleanor Rigby                                       | Nominado  |
| 1966 | Mejor interpretación vocal - masculina                                                     | Eleanor Rigby                                       | Nominado  |
| 1966 | Mejor grabación de R&R contemporáneo                                                       | Eleanor Rigby                                       | Nominado  |
| 1966 | Álbum del año                                                                              | Revolver                                            | Nominado  |
| 1965 | Álbum del año                                                                              | Help!                                               | Nominado  |
| 1965 | Mejor interpretación por un grupo vocal                                                    | Help!                                               | Nominado  |
| 1965 | Mejor banda sonora original escrita para una película o un espectáculo de televisión       | Help!                                               | Nominado  |
| 1965 | Mejor interpretación contemporánea de R&R - grupo (vocal o instrumental)                   | Help!                                               | Nominado  |
| 1965 | Grabación del año                                                                          | Yesterday                                           | Nominado  |
| 1965 | Canción del año                                                                            | Yesterday                                           | Nominado  |
| 1965 | Mejor interpretación vocal masculina                                                       | Yesterday                                           | Nominado  |
| 1965 | Mejor sencillo contemporáneo de R&R                                                        | Yesterday                                           | Nominado  |
| 1965 | Mejor interpretación contemporánea de R&R - masculino                                      | Yesterday                                           | Nominado  |
| 1964 | Mejor artista nuevo                                                                        | The Beatles                                         | Ganador   |
| 1964 | Mejor interpretación por un grupo vocal                                                    | A Hard Day's Night                                  | Ganador   |
| 1964 | Canción del año                                                                            | A Hard Day's Night                                  | Nominado  |
| 1964 | Mejor grabación de rock & roll                                                             | A Hard Day's Night                                  | Nominado  |
| 1964 | Mejor banda sonora original escrita para una película o un espectáculo de televisión       | A Hard Day's Night                                  | Nominado  |
| 1964 | Grabación del año                                                                          | I Want to Hold Your Hand                            | Nominado  |

### Premios Óscar
| Año  | Categoría              | Trabajo          | Resultado |
| ---- | ---------------------- | ---------------- | --------- |
| 1970 | Mejor canción original | Let it be        | Ganador   |
| 1973 | Mejor canción original | Live and Let Die | Nominado  |
| 2002 | Mejor canción original | Vanilla Sky      | Nominado  |

### Premios Emmy[360]
| Año  | Categoría                                      | Trabajo                         | Resultado |
| ---- | ---------------------------------------------- | ------------------------------- | --------- |
| 2006 | Mejor especial de variedades, música o comedia | McCartney in St. Petersburg     | Nominado  |
| 1998 | Mejor programa musical o de baile clásico      | Paul McCartney's Standing Stone | Nominado  |

### Premios Globo de Oro[361]
| Año  | Categoría     | Trabajo               | Resultado |
| ---- | ------------- | --------------------- | --------- |
| 2009 | Mejor canción | (I Want to) Come Home | Nominado  |
| 2002 | Mejor canción | Vanilla Sky           | Nominado  |
| 1985 | Mejor canción | No More Lonely Nights | Nominado  |

## Filmografía
| Año  | Película                                   | Director                         | Personaje | Notas                                                         |
| ---- | ------------------------------------------ | -------------------------------- | --------- | ------------------------------------------------------------- |
| 1964 | The Beatles - A Hard Day's Night           | Richard Lester                   | Él mismo  | actor, compositor y cantante.                                 |
| 1965 | The Beatles - Help!                        | Richard Lester                   | Él mismo  | actor, compositor y cantante.                                 |
| 1967 | The Beatles - Magical Mystery Tour         | Paul McCartney                   | Él mismo  | actor, compositor, cantante, productor, guionista y director. |
| 1968 | The Beatles - Yellow Submarine             | George Dunning                   | Él mismo  | compositor, cantante y cameo.                                 |
| 1970 | The Beatles - Let It Be                    | Michael Lindsay-Hogg             | Él mismo  | documental.                                                   |
| 1984 | Give my Regards to Broad Street            | Peter Webb                       | Él mismo  | actor, compositor y cantante.                                 |
| 1984 | Rupert and the Frog Song                   | Geoff Dunbar                     | Él mismo  | cortometraje animado, cameo, compositor y cantante.           |
| 1987 | Eat the Rich                               | Peter Richardson                 | Invitado  | cameo.                                                        |
| 1995 | The Beatles - Anthology                    | Geoff Wonfor & Bob Smeaton       | Él mismo  | documental de 8 capítulos.                                    |
| 2016 | The Beatles - Eight Days at Week           | Ron Howard                       | Él mismo  | documental.                                                   |
| 2017 | Piratas del Caribe: La venganza de Salazar | Joachim Rønning & Espen Sandberg | Tío Jack  | cameo.                                                        |
| 2021 | The Beatles - Get Back                     | Peter Jackson                    | Él mismo  | documental.                                                   |
| 2021 | McCartney 3,2,1                            | Zachary Heinzerling              | Él mismo  | serie documental de 6 capítulos.                              |
| 2024 | Beatles '64                                | David Tedeschi                   | Él mismo  | documental                                                    |